# Plan Calcul
Pour les articles homonymes, voir calcul.

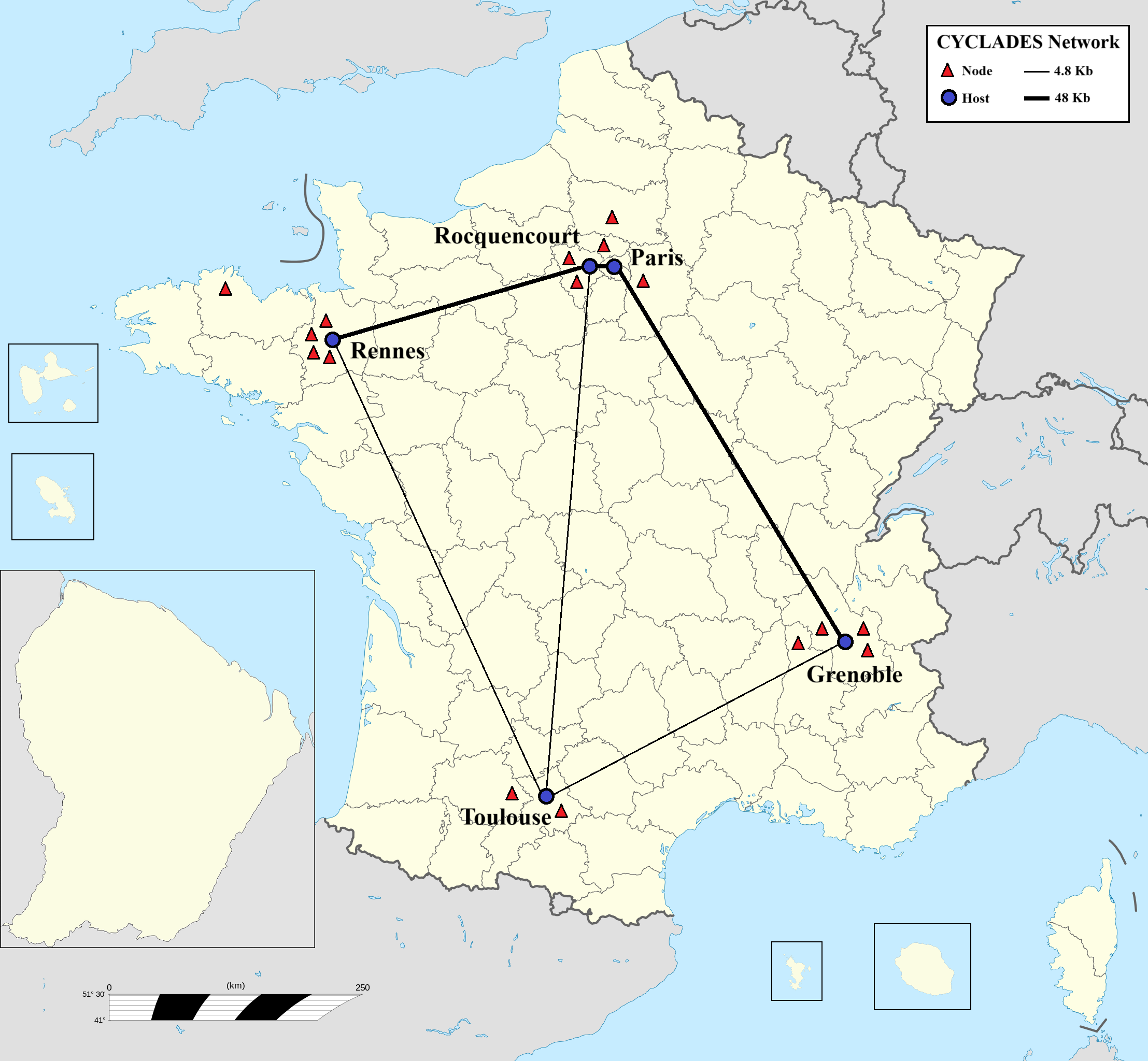
Topologie prévue pour le réseau d'ordinateurs Cyclades en janvier 1973

Le plan Calcul était un projet souhaitant réveiller l'informatique dans une France qui disposait de trente fois moins d'ordinateurs que les États-Unis, malgré l'explosion des besoins d'automatisation industrielle créés par le programme nucléaire français et les risques de ruptures des barrages hydrauliques après les milliers de morts en 1959 à Malpasset et en 1963 à Vajont.
Préparé dès 1963, réclamé par des rapports de hauts fonctionnaires, militaires et industriels, il est lancé en 1966-1967 et renouvelé en 1971. En 1965-1966, les rapports Saint-Geours, Boiteux et Ortoli réclament aussi une industrie informatique nationale et européenne pour mieux diffuser la croissance. Face aux difficultés croissantes du constructeur privé français Bull, un second est créé en 1967, par la fusion de trois petites sociétés privées, la CII, placée au centre d'Unidata, l'« Airbus européen de l'informatique », tandis que les premiers diplômes d'informatique fleurissent, notamment dans les premiers IUT de 1967. Parmi les autres promoteurs, François-Henri Raymond, fondateur de la Société d'électronique et d'automatisme (SEA) et André Danzin, patron de l'activité circuits intégrés à la CSF.
Centré sur les progrès rapides de la miniaturisation des circuits intégrés aux États-Unis, le projet séduit dans les universités et les entreprises car "le manque de capacité des ordinateurs et de moyens humains de développement interrompait de nombreux projets avant qu’ils soient effectivement appliqués", selon Marion Créhange, pionnière de l'informatique et spécialiste des bases de données scientifiques.
Le plan Calcul créé le système de téléconsultations Mistral et le réseau d'ordinateurs Cyclades, confié au nouvel organisme de recherche IRIA avec un mini-ordinateur à succès, le Mitra 15 d'Alice Recoque,, qui privilégie la technologie souple, ouverte et robuste du datagramme, ancêtre du protocole TCP-IP de l'Internet, mais auquel s'opposent alors les PTT et leur fournisseur attitré, la CGE d'Ambroise Roux. Ils obtiendront la fin du plan Calcul dès l'élection de Valéry Giscard d'Estaing en 1974.

## Origine et objectifs

### Le faux problème de l'embargo US contre le CEA
Selon les historiens, l'embargo américain contre les calculateurs du CEA, faux problème car temporaire et contourné, n'est ni le motif ni la cause du Plan calcul. Le CEA consacrait de gros budgets aux calculs de physique nucléaire, avec de gros ordinateurs IBM, puis d'un nouveau concurrent, Control Data. Le général de Gaulle annonçant la sortie du commandement intégré de l’OTAN, les États-Unis ont, temporairement, refusé en mai 1966 de livrer deux CDC 6600 au CEA, à qui EDF avait déjà succédé depuis 1962 comme opérateur du programme nucléaire français. En 1958-59, Washington avait déjà refusé le transfert à la France d'un système de guidage, puis avait en décembre 1964 informé la presse américaine qu'il étudiait les commandes passées du CEA, afin de vérifier qu'elles soient conformes au traité de non-prolifération des armes nucléaires. En 1966, le CEA a pu "recourir assez rapidement à des expédients", en utilisant le CDC 6600 de la SSII Sema, non visé par l'embargo, qu'il a fait travailler à façon,,.

### Une solution au conflit d'intérêt entre armée et industriels

#### Les militaires attentifs à l'avance américaine
Au début des années 1960, alertée par des scientifiques du contingent, l'Armée s'inquiète que ses fournisseurs français ne suivent pas la forte accélération des progrès dans l'électronique aux États-Unis. Le Commissariat général au Plan y voit même un "fossé" et crée sa "Commission permanente de l'électronique du Plan" (COPEP).
Des experts sont réunis dans une délégation ministérielle pour l'Armement (DMA), suivie d'une direction des recherches et moyens d'essais (DRME), "conçue dès ses origines comme un carrefour" entre "officiers des trois Armées". L'action concertée "Électronique" du gouvernement donne naissance en 1963 à une autre sur les "Calculateurs", réunissant industriels, militaires, hauts fonctionnaires et universitaires.
Aux États-Unis aussi, l'Armée de l'air fut la première à accepter de dépenser plus, pour du matériel plus léger dans les avions. En 1965 en France, le Service technique des télécommunications de l’air (STTA) y pense pour une balise de détresse pour pilote d'avion, à la suite de la commande en 1960 d'études d’un an à CSF, avec un second contrat en novembre 1962. L'effort français de recherche en circuits intégrés ne dépassera cependant pas 1 % du budget d’études du STTA, la Marine nationale ne s'y intéressant que plus tard.
Le sous-équipement touche aussi l'industrie et d'autres pays : environ 12000 calculateurs électroniques sont en service aux États-Unis en juillet 1963, contre 750 en Allemagne et 400 en France. En Grande-Bretagne, où c'est seulement 500, le gouvernement travailliste d'Harold Wilson lance dès 1964 son propre plan Calcul.
Demandeurs de calculs pour modéliser leurs futures armes, les militaires français sont "dans l’attente d’armements nucléaires dont l’étude avait été entreprise avec vigueur par le CEA". Aux États-Unis, les « Whiz Kids » (« petits génies ») du secrétaire à la Défense Robert McNamara, "aiguillonnés par la concurrence de l’Union soviétique dans la course à l’espace", avec le premier des satellites Spoutnik, lancé le 4 octobre 1957,, ont créé "une organisation nationale de la circulation de l’information scientifique et technique"", prônée par le Rapport Weinberg", dévoilé le 10 janvier 1963 par le président Kennedy,.

#### Création d'un groupe de travail sur les besoins d'avenir
En décembre 1963, l'ingénieur général Carpentier, de la DRME, créé un groupe informel de travail sur les besoins à long terme de l'informatique de défense (ID) qui devient officiel en mai 1964, avec pour mission de proposer un plan de croissance à cinq ans, qu'il remet au gouvernement le 12 août 1964: il propose de réaliser pour 1968 un ordinateur civil puissant et polyvalent, pouvant être ensuite militarisé. Deux mois après, les industriels sont invités à faire leurs propres propositions, puis réunis le 13 novembre 1964 pour en discuter. En janvier 65, ces industriels rendent leur propositions: CSF et CGE résistent à la pression de l'Armée pour fusionner, proposant simplement la création d'une filiale commune, la CITEC car leurs stratégies "sont loin d'être homogènes". Parmi eux, les productions sont diverses, certains matériels sont de simples petites machines pour les parkings ou le pesage.
Pour les composants électroniques, il est alors prévu que la Société d'électronique et d'automatisme (SEA) coopérera avec une filiale de Philips. Pour les périphériques, ce sera avec la société LTT (Lignes télégraphiques et téléphoniques), qui a des usines en Bretagne, et avec la Compagnie des compteurs.
La faillite de Bull, puis son rachat par General Electric fin 1964, s'ajoutent ensuite à la déception des militaires, les autres fournisseurs français vivant de simples licences américaines ou même de pure importation.

#### L'armée accroît la pression sur ses fournisseurs
L'armée leur met alors plus de pression, en expédiant en mai 1965 sept experts pour une mission de 25 jours aux États-Unis, qui à leur retour invitent les "ingénieurs de tous les ministères techniques" pour un show dramatisant la nécessité de s'adapter aux évolutions technologiques rapides aux États-Unis. Peu après, Maurice Ponte (CSF), Roger Gaspard (Schneider) et Ambroise Roux (CGE), renvoient la balle dans le camp des pouvoirs publics lettre du 13 juillet 1965 à François-Xavier Ortoli, commissaire au Plan
Malgré cela, un premier projet dévoilé en mars 1966 par la presse semble refléter un compromis entre puissance publique et industriels, où la première peine à faire reconnaitre ses besoins d'avenir, parmi lesquels une nécessaire complémentarité entre petits et gros calculateurs.
Au même moment, l'hémorragie d'informaticiens subie par Bull alors qu'ils sont en pénurie ailleurs renforce l'autre option, développer, sans Bull, une gamme d'ordinateurs au système d'exploitation assez puissant pour combiner informatique de gestion et calcul scientifique, y compris pour piloter l'automatisation industrielle.
Ainsi le 19 avril, François-Henri Raymond qui l'a déjà défendue sans succès auprès du commissaire au plan François-Xavier Ortoli, demande à rencontrer Charles de Gaulle, en militant pour une gamme de machines polyvalentes modernes, capables d'alterner gestion, calcul et direction de processus industriels. Lors d'une entrevue le 18 juillet, il le met en garde contre une fusion des fournisseurs mais ne sera finalement suivi que partiellement. L'État va bien associer la CGE au capital, même s'il écarte son option limitée à l'automatisation industrielle.

### Une solution au conflit d'intérêt entre EDF et les PTT

#### L'impulsion de Marcel Boiteux, grand consommateur d'informatique
Marcel Boiteux, directeur des études économiques d'EDF depuis 1958 est nommé directeur général en 1967. Depuis 1965, il préside la commission qui consulte sur le plan Calcul. Rapidement, il s'appuie sur les recommandations du rapport Saint-Geours pour réclamer son lancement. Il s'appuie ensuite aussi sur Pierre Lhermitte, qui lui a succédé à la tête de la direction des études d'EDF et publie fin 1967 un rapport soulignant les enjeux du Plan calcul et créé en 1970 le CIGREF.
EDF a alors de gros besoins informatiques. L'entrée en service réussie de centrale nucléaire de Chooz en 1966, dont Jeumont-Schneider a piloté l'automatisation assure le virage vers une seconde technologie, le TWR à uranium enrichi de l'Américain Westinghouse, mais le procédé à uranium naturel de la première centrale raccordée, en 1962 à Chinon, n'est que progressivement abandonné. Deux types de centrales différents vont ainsi cohabiter dans le réseau EDF à la fin des années 1960, renforçant la nécessité de les équiper "de multiples calculateurs", pour la sécurité et la surveillance après avoir lancé en 1966 des simulations d’automatisation du réglage de la tension via un "micro-réseau de la direction des études et recherches".
EDF avait pris la décision "vers 1964" d’équiper "le dispatching national et les huit dispatchings régionaux d’un système centralisant des "données en provenance du terrain", afin de les présenter à un électricien chargé de leur surveillance et de post-traitements pour les compléter et analyser. Il s'agit d'assurer la sécurité des ouvrages hydrauliques et de leur environnement, mais aussi de fournir "un plan de production des usines thermiques et hydrauliques pour le lendemain". Ce besoin nécessite des "logiciels orientés temps réel à valeur ajoutée", commandés à la CAE via "la série 90-XX", des CAE 900, pour laquelle "l’industrie des composants en France" est jugée incapable de "rivaliser avec celle des États-Unis". EDF choisit alors de profiter plutôt de "compétences en logiciels pointus" issus en France du "contrôle commande de la production thermique" dans la double filière nucléaire, "classique et filière graphite gaz", et sa répartition via les dispatchings EDF mais aussi dans le domaine militaire.
CAE, le prestataire français, s’est d'abord associé avec Wooldridge pour le TRW530, puis avec un autre américain plus innovant, Scientific Data Systems (SDS) à qui est confiée cette gamme CAE 900, d'abord avec les C 90-10 (SDS 910) puis les C 90-40 (SDS 940), livrés à partir d'avril 1966 et qui équipent aussi le réseau de temps partagé Tymshare. EDF décide en 1967 d'équiper de l’ensemble de ses sites de "calculateurs de traitement 90-4023", en vue d'adopter un système de téléconduite pour le dispatching, ce qui fait partie des "projets européens". Ce premier déploiement complet s'échelonnera jusqu'en 1971>.
L'arrivée de Marcel Boiteux à la tête d'EDF se traduit par une "gestion rigoureuse des moyens" informatiques et humains de la direction des études, qui avait multiplié par neuf son effectif en vingt ans pour atteindre 1 800 personnes, celui d'EDF ne progressant que de 50 % sur la même période. Le budget recherche avait lui été multiplié par 30, contre 7 pour le chiffre d’affaires d'EDF. Un choix rationnel de matériels efficaces doit permettre qu'il ne dépasse pas 2 % à long terme car EDF avait affaire depuis le début des années 1960 à une multitude de fournisseurs, investissant trop peu et se reposant sur des licences de constructeurs américains. La plupart émanaient de grands groupes français en relation étroite avec le gouvernement (CGE, CSF, Télémécanique, Dassault, etc), se partageant les marchés sans les développer ni les rationaliser.

#### L'hydraulique fonce vers les mesures automatisées
Par ailleurs, les procès qui ont suivi deux catastrophes meurtrières rapprochées, celle de 1959 à Malpasset (423 morts) et celle de Vajont en 1963 (près de 2 000 morts) créent aussi une demande de sécurité dans l'énergie hydraulique, car ce ne sont pas les ouvrages qui ont cédé mais l'enserrement rocheux les complétant, après la montée trop rapide des eaux, ce qui se traduit en 1968 par un décret exigeant que tous les barrages de plus de 20 mètres de haut soient équipés de systèmes d'alerte.

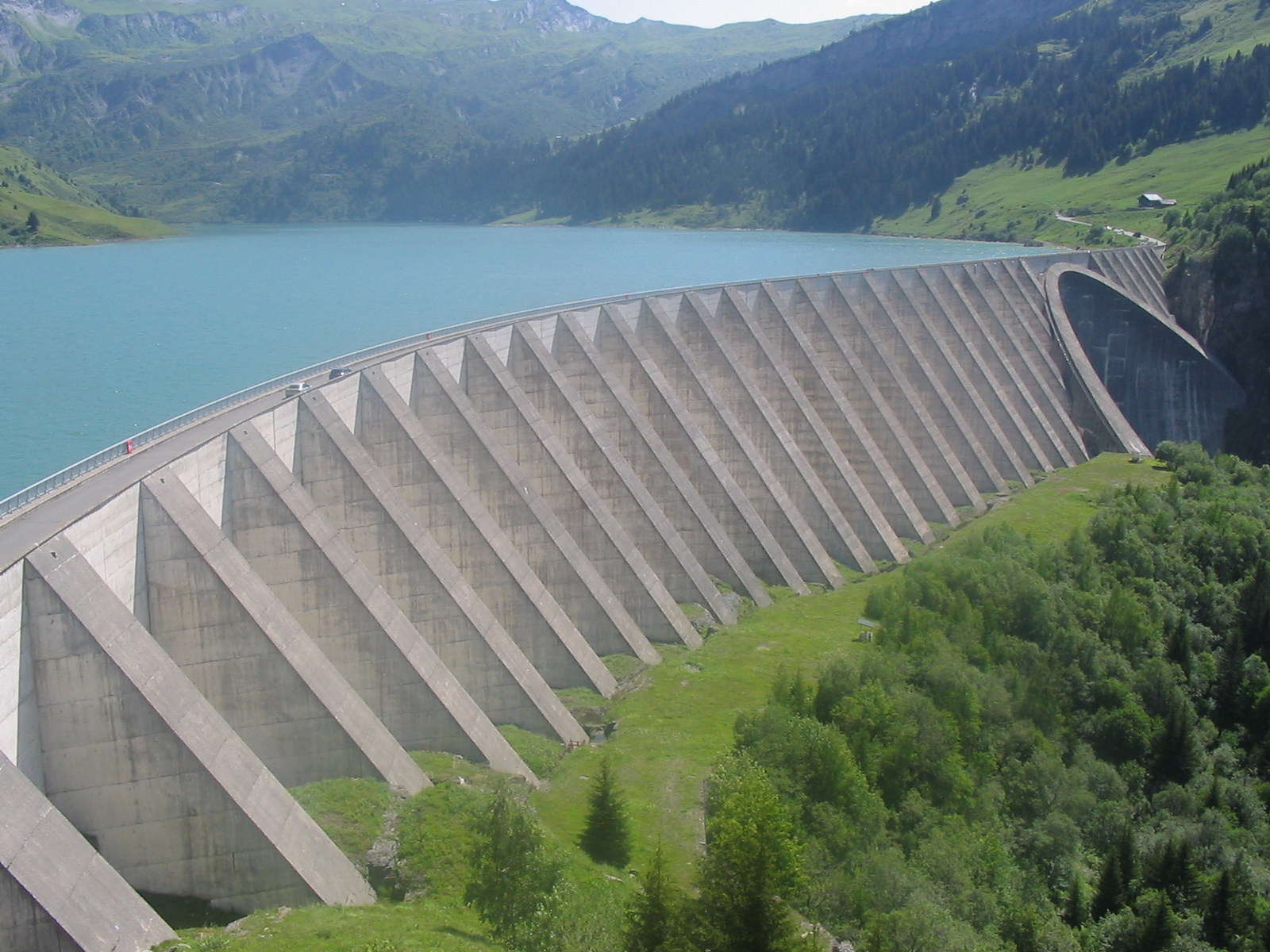
Le barrage de Roselend, réservoir principal du complexe hydroélectrique achevé en 1967 en Savoie

L'année précédente a été achevé le vaste aménagement hydraulique du Beaufortain, reliant quatre grands lacs de barrage voisins, tous les quatre en zone non glaciaire, autour de celui de Roselend, communiquant pour alimenter conjointement la plus grosse usine électrique de France à La Bâthie, au départ des lignes haute tension desservant Lyon et Grenoble depuis les années 1920. L'universitaire Michel Jacob est chargé de créer à Grenoble le premier centre de calcul EDF délocalisé, traitant par des méthodes statistiques de l’étude des crues pour la gestion des barrages.
Le système de contrôle et d'acquisition de données d'EDF dont les premières versions sont apparues dans la seconde partie des années 1960, permet pour la première fois d'actionner à distance une vanne de centrale hydroélectrique, sans humain présent sur site. Les notions de contrôle industriel apparaissent pour traiter en temps réel un grand nombre de télémesures et piloter à distance des installations.

#### Le point de vue spécifique des PTT
Au début et au milieu des années 1960, les PTT n'ont pas des besoins aussi poussés et aussi exigeants qu'EDF en matière de sécurité, malgré un laboratoire "maison" richement doté en matériels, le CNET, tandis que l'"état de décrépitude du réseau télécom", peu développé, pas encore prioritaire, est lié à son statut de marché captif de fournisseurs français. "Le téléphone est encore électromécanique": il n'a pas encore été transistorisé, là où ailleurs se pose déjà la question de "la microminiaturisation".
Les chercheurs et dirigeants des PTT, ainsi que leurs fournisseurs, savent aussi qu'une future interconnexion ordinateurs, viendra un jour les concurrencer. La même crainte s'exprime ailleurs: Allemagne, Italie et Suisse, où les représentant des télécoms seront les plus hostiles à créer un réseau d'ordinateurs par datagramme, lors des débats européens animés suivant le lancement en 1971 par Bruxelles de l'European Informatics Network.
Réclamé en décembre 1967 par un rapport du Conseil économique et social, ce réseau n'émerge toujours pas en 1968 et 1969, quand la pression monte pour l'obtenir, débouchant en 1970 sur la création du Cigref, qui regroupe cinq entreprises utilisatrices. Dès 1970, le CNET lance une "investigation", en vue d’un réseau pour les données, mais se contente en 1971 de lancer "Caducée", de dimension extrêmement réduite.

### Une solution aux séquelles de l'affaire Bull
Quand démarrent les consultations du plan Calcul, l'affaire Bull, n'a pas encore commencé: c'est seulement en mai 1964 que l'américain General Electric s'empare de Bull, à la demande pressante des actionnaires et salariés du premier constructeur européen, profondément affaibli depuis 1960 par un défaut d'investissement et de recherche dans les logiciels.
Jean-Pierre Brulé, un ancien d'IBM qui a rejoint la direction de Bull en 1967, a cependant estimé que l'affaire Bull a eu des conséquences psychologiques lors du Plan calcul, ses promoteurs ayant même parié sur une disparition de Bull.

#### Une affaire de logiciel d'exploitation négligé
Bull sort à la fin des années 1950 l'ordinateur Gamma 60, qui permet d’effectuer des travaux simultanés à la fois en calcul et en entrées/sorties, grâce à un fonctionnement multi-tâches", via "une mémoire rapide centrale". Mais il est commercialisé trop vite pour surfer sur la vague boursière, sans réel système d'exploitation permettant de gérer ces avantages. Ses composants sont trop nombreux, "encombrants et gourmands en énergie", obligeant les clients à embaucher pour la gérer. Sur les 19 commandes de Gamma 60 6, sont annulées, notamment par EDF dès 1960. Au Commissariat à l'énergie atomique, la déception est grande aussi.
Selon l'historien Pierre-Éric Mounier-Kuhn, Bull souffre d'"une crise de croissance", de méthodes de gestion "archaïques" et centrées sur la rentabilité financière, mais surtout d'absence de "gestion adaptée de la recherche" technique pendant la période d'innovations de 1956-1960, alors que son profil d'affaires restait en principe adapté à cette mutation : la carte perforée conservera en effet un gros marché "jusqu'aux années 1970".
Le groupe français a négligé "le passage du tableau de connexions au logiciel", permettant une dématérialisation du programme et "refusé "à plusieurs reprises" de s'intéresser aux applications militaires, avant l'achèvement de ce Gamma 60. Ce choix a découragé l'armée, qui s'est tournée vers IBM.

#### Une affaire de Bourse et de politique
Entré en Bourse en 1948, quand débute son expansion internationale, Bull fait son maximum pour vendre des machines plutôt que les louer, ce qui immobilise moins d'argent et augmente donc sa rentabilité. L'action Bull, qui avait atteint 1 380 francs en 1960 après 130 francs en 1958, chute à 150 francs lors du krach succédant à la « Tronics mania » de Wall Street, la Bourse américaine. La bulle spéculative sur l'électronique de 1959-1962, avait vu aussi la valeur de Control Data, de Seymour Cray, s'envoler : trois ans après l'entrée en Bourse, par l'émission de 600 000 actions à un dollar en 1958, sa valeur grimpe à 120 dollars. Percée par le krach du 28 mai 1962, la bulle avait été déclenchée par l'invention en 1958 du circuit intégré, par Robert Noyce, parti pour la start-up Fairchild Semiconductor, mais aussi de l'arrivée du TX-2, conçu au MIT par Ken Olsen, fondateur de DEC en 1957, avec Georges Doriot, l'inventeur du capital-risque.
Pendant quatre ans, Bull avait concentré l'essentiel de ses ressources intellectuelles au Gamma 60, scruté et suivi par la Bourse, en oubliant les autres « réalités du marché », en particulier l'initiative suivante d'IBM, l'ordinateur IBM 1401, un autre marché, plus sûr, où le constructeur français est cependant écrasé aussi y compris chez ses « chasses gardées » commerciales tandis que « toutes les commandes de grosses machines » du secteur public français le plus consommateur (EDF, CEA, INSEE) sont aussi emportées par IBM de 1960 à 1964.
Pendant 18 mois, un carrousel de négociations et trahisons, qui s'étalent dans la presse , caractérisent cette affaire Bull, gérée en direct par le ministre des Finances Valéry Giscard d'Estaing jusqu'en décembre 1965. Le PDG Joseph Callies le rencontre le 27 décembre 1963 pour demander une recapitalisation par l'américain General Electric (GE) ou une garantie par l'État des emprunts. L'État n'accorde que la seconde, mais à hauteur de vingt fois les 35 millions de francs apportés par la banque Paribas, en complément de 35 millions de francs apportés par un trio d'actionnaires français (Compagnie générale des eaux, CSF et Caisse des dépôts), qui font évaluer l'action Bull à seulement 50 francs, alors que General Electric en avait proposé 200 francs. Georges Vieillard, pour qui la « solution française » est une extinction s'y oppose.
GE l'emporte finalement, garde le haut de gamme et confie à Bull la gamme moyenne. Le bas de gamme, hors informatique, revient à Olivetti.

#### Une affaire qui dure neuf ans
Évolution des effectifs, ventes, et pertes de Bull entre 1960 et 1968 :
| Année | Salariés | Chiffre d'affaires | Bénéfice ou perte  | en % des ventes   |
| ----- | -------- | ------------------ | ------------------ | ----------------- |
| 1960  | 13 464   | 202 millions       | 7 millions         | 3,5 % des ventes  |
| 1961  | 16 445   | 287 millions       | 8 millions         | 2,6 % des ventes  |
| 1962  | 16 343   | 345 millions       | 2 millions         | 0,6 % des ventes  |
| 1963  | 16 983   | 461 millions       | moins 128 millions | 28 % des ventes   |
| 1964  | 15 665   | 458 millions       | moins 37 millions  | 8 % des ventes    |
| 1965  | 14 423   | 502 millions       | moins 248 millions | 49,4 % des ventes |
| 1966  | 15 097   | 558 millions       | moins 114 millions | 20,4 % des ventes |
| 1967  | 12 476   | 582 millions       | moins 85 millions  | 14,6 % des ventes |
| 1968  | 12 545   | 791 millions       | moins 65 millions  | 8,2 % des ventes  |

Le retard de Bull entraine des bénéfices extrêmement réduits pendant trois ans, puis des pertes massives, pendant six années de suite, se creusant jusqu'à 24% des ventes en 196, pour revenir à 8 % en 1964, avant une rechute dramatique en 1965 qui voit Bull afficher une perte nette de la moitié de ses ventes. Entre 1960 et 1964, la plupart des clients publics dits "techniques" car consommateurs d'électroniques (EDF, PTT) se détournent de Bull et passent à IBM. Et en deux ans, l'effectif de Bull chute de 2 500 personnes, malgré la croissance du marché.
C'est « l'une des plus grandes catastrophes de toute l'histoire économique française », selon l'historien Pierre-Éric Mounier-Kuhn. La sortie de General Electric de l'informatique, après le sauvetage de Bull en 1964, anticipée par tous les acteurs et l'OCDE, a finalement lieu en 1970, alors que Bull-GE a perdu 13 points de marché du parc français entre 1963 et 1968 au profit d'IBM.

## Déroulement chronologique

### Grandes étapes

#### Juillet 1963, l'Europe devenue un nain informatique
Une statistique de juillet 1963 révèle qu'il faudrait à l'Allemagne 6000 calculateurs électroniques et non pas 750 "pour avoir un parc comparable à celui des États-Unis", qui en ont environ 12 000. Et c'est encore pire ailleurs: 500 en Grande-Bretagne, 400 en France, 300 en Italie, et 200 au Benelux dont 120 aux Pays-Bas. Puis on apprend en juillet 1964 que ce modeste équipement de l'Allemagne est en plus assuré à 70 % par les États-Unis. L'écart ne s'est resserré qu'un peu au premier semestre 1964 : ventes en hausse de 17 % aux États-Unis et de 30 % en Europe.
| Pays        | Nombre de calculateurs en 1963 |
| ----------- | ------------------------------ |
| États-Unis  | 12 000                         |
| Allemagne   | 750                            |
| Royaume-Uni | 500                            |
| France      | 400                            |
| Italie      | 300                            |
| Benelux     | 200                            |

En France, l'affaire Bull aggrave l'inquiétude et l'ingénieur général Jean carpentier créé en décembre 1963 un groupe de travail informel sur l'informatique de défense, qui devient officiel en 1964. Un polytechnicien trentenaire, Hugues de l'Estoile, à qui est confié un centre de prospective et d'évaluation des investissements dans la Défense, n'hésite pas "à se mettre à dos une partie de la hiérarchie militaire".

#### Août 1964, propositions du groupe de l'Armée
Le groupe informel se voit chargé en mai 1964 de proposer un plan à cinq ans. Le 12 août 1964, il préconise de mutualiser entre les constructeurs français et l'État le coût d'une machine polyvalente, civile au départ, puis militarisable, livrable en 1968. Pour appuer sa démarche, il organise en mai 1965 une mission aux États-Unis pour s'informer des progrès en cours dans l'électronique de défense.
L'État demande aussi une vision sur la recherche au comité CCRST, créé en 1958, qui en mars 1965 rend un rapport plaçant "au cœur des discussions" la "décentralisation des laboratoires" et le "lien entre recherche et industrie", ce qui amène l’idée début février 1966 d’un Institut de recherche en informatique et en automatique, qui puisse "largement sous-traiter ses recherches à l’extérieur", avec "une souplesse administrative" lui permettant de recruter dans l'industrie des polytechniciens et des normaliens", proposition soutenue par le professeur de mathématiques Pierre Lelong.

#### Juin 1965: le rapport Saint-Geours réclame un plan calcul
De Gaulle accepte le 25 mai 1965 qu'un comité restreint de 4 personnalités se chargent d'un rapport Saint-Geours sur les aides de l'État et le "développement industriel de l'invention".
Autour de l'économiste Jean Saint-Geours, directeur de la prévision au ministère des Finances, les trois autres membres sont Marcel Boiteux, directeur des études d'EDF, le jeune polytechnicien Hugues de l'Estoile, à l'origine d'un centre de prospective et d'évaluation chargé d'assister le gouvernement dans ses choix budgétaires militaires, et l'industriel André Danzin, qui a promu depuis cinq ans les circuits intégrés chez CSF.
Ce "rapport Saint-Geours" analyse comment les commandes et "actions de recherche" de l'État "irriguent l'appareil de production" et "quelles industries en bénéficient plus ou moins". Remis en juin au président de la République, il "dresse un tableau critique du potentiel économique", juge sa diffusion internationale "très insuffisante", cite la voie américaine montrant que "l’investissement public se situe hors du débat entre dirigisme et libéralisme" et propose "quatre orientations" : l'avion Concorde, la poursuite du nucléaire, "les satellites de télécommunication" avec Cap Kourou inauguré en 1968, et surtout le très attendu plan Calcul "au prix d’un très gros effort d’intervention de l’État", car l'économie française a besoin de ce plan. Sur l'électronique, il est dans la ligne exigeante du rapport présenté à la fin 1963 par l'amiral Joseph Maurice Conge, président de la Copep.
Le mois suivant, les actionnaires des sociétés concernées, plusieurs fois consultés, ne parviennent pas à se mettre d'accord. La CGE échoue à entraîner les autres dans une franche opposition. Maurice Ponte, PDG de la CSF, Roger Gaspard, PDG de Schneider depuis 1960 et Ambroise Roux, directeur général de la CGE depuis 1963 répondent le 13 juillet 1965 à François-Xavier Ortoli, commissaire général au Plan, dans une lettre disant simplement attendre "l'établissement définitif du programme technique, compte-tenu des indications du gouvernement".

#### Octobre 1965, le ministère de la Défense dessaisi
Le 6 octobre 1965, le ministère de la Défense est dessaisi du groupe de réflexion créé en 1963. Sa mission doit désormais privilégier l'industrie civile, en particulier le programme nucléaire, entré dans une phase industrielle depuis le raccordement de la première centrale, à Chinon, fin 1962. Marcel Boiteux (EDF), préside sa 1re réunion et s'appuie sur le rapport Saint-Geours pour placer "l'informatique au même niveau d'importance que l'atome".
Fin décembre 1965, Marcel Boiteux est aussi élu président du Comité consultatif de la recherche scientifique et technique (CCRST), secondé par André Danzin, autre membre du comité restreint.
Dans la foulée, Michel Debré, partisan de ce plan Calcul, remplace aux finances Valéry Giscard d'Estaing en janvier 1966. Le 4 février 1966 François-Henri Raymond, cofondateur de la SAE rédige une note affinant ce plan, auquel le ministre des Armées Pierre Messmer se rallie puis un appel de 150 élèves de grandes écoles européennes déplore le 10 février une Europe qui "décroche" de la nouvelle société industrielle née aux États-Unis "à grand renfort de cerveaux électroniques".
Le projet français, avalisé par trois constructeurs privés, semble cependant soutenir, plutôt que des machines scientifiques ou de gestion, celles "aptes à diriger les processus industriels", pour évoluer vers "des machines de petite taille", révèle le 2 mars 1966, Le Monde une étude, même si semble acquise l'idée de créer un centre de recherches d'"informatique et d'automatisme", le futur IRIA.

#### Juillet 1966, le parlement vote un plan à 4 actionnaires

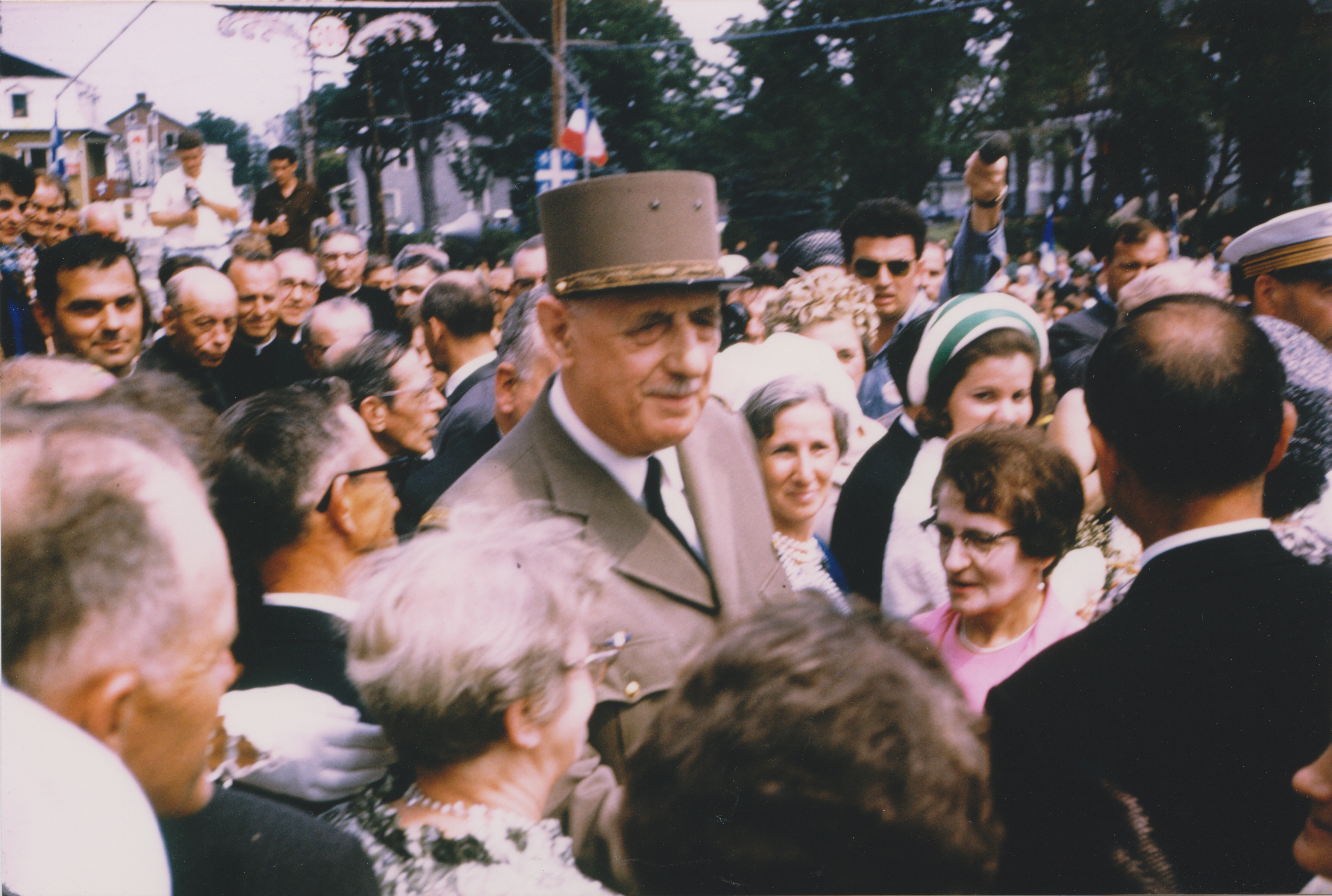
Charles de Gaulle au Canada, le 26 juillet 1967.

En juillet 1966, le plan voté par le parlement est lancé par le conseil interministériel, créant trois nouveaux instituts de recherche: Ifremer (océans), Anvar (valorisation de la recherche) et IRIA (informatique et automatique) et "un volet industriel majeur", la Compagnie internationale pour l’informatique (CII),,, détenue à 56 % par le duo CSF-CGE (CGE), à 33,3 % par Schneider Electric et à 10,3 % par le groupe Rivaud, propriétaire d'Intertechnique.
La CGE d'Ambroise Roux est la moins enthousiaste depuis le début mais ne peut dire non car elle a de gros contrats avec l'armée et EDF. L'État compte sur la prochaine création de Thomson-CSF pour renforcer CSF, la plus intéressée, mais ne l'obtiendra qu'en septembre 1967. Son PDG Paul Richard ne pourra imposer Michel Barré à la tête de la CII qu'en juin 1969.

#### Février 1967: santé, éducation, défense, réseaux, puces et logiciels: le déroulé
Le déroulé des six grands axes du plan est présenté par ses principales figures médiatiques, dans "L'informatique donnera un nouveau visage à la France", dossier spécial du Le Monde diplomatique de février 1967, réclamant "une indispensable révolution technologique", parmi lesquels plusieurs médecins, comme Daniel Schwartz, fondateur à l'INSERM, du Centre d'enseignement de la statistique appliquée à la médecine et à la biologie médicale (Cesam), pour qui, de tous les domaines où pénètre l’informatique, "la médecine est peut-être celui qui soulève le plus d’espoirs et de controverses", tandis que Jean-Claude Pagès, agrégé de médecine, conseiller d'IBM-France s'enthousiasme des futurs bénéfices des logiciels dans l'enseignement, permettant "documentation" et "méthode d’apprentissage", au "rythme personnel" de "chaque étudiant", comme avec "un répétiteur particulier" avec "des temps d’apprentissage qui peuvent différer beaucoup d’un élève à l’autre.
Henri Desbruères, PDG de Bull-General-Electric, y explique que la croissance de l'informatique favorisera une "politique d’exportation française aux multiples facettes", et Jacques Dontot président de l'électronique, son "implication dans "les progrès de l’informatique", tandis que côté militaires, Jean Carpentier vante de futurs ensembles de navigation et de guidage des avions, missiles et véhicules spatiaux, mais aussi des systèmes de surveillance de l’espace aérien reliant des calculateurs qui reconstituent la trajectoire des « cibles » radar et permettent de déceler les mouvements ennemis. Pour le mathématicien Robert Lattès, depuis 1959 à la direction de Sema-Metra, les logiciels seront les "moteurs des sociétés technologiquement avancées", tandis que la "télégestion et nouvelles méthodes de saisie d’informations y compris les procédés de lecture de documents "sans intervention humaine" sont annoncés par Pierre LHermite, qui a succédé à Marcel Boiteux à la direction des études d'EDF.

#### Avril 1967 et avril 1968, la CGE négocie ses conditions
En avril 1967, Le Monde révèle que la CII et la Sperac n'ont pas encore été officiellement constituées. La première n'a même pas encore de nom, alors que le journal avait annoncé par erreur, en décembre 1966, sa constitution. Dans plusieurs articles, la future CII est encore désignée comme l'I.N.F.I,
Le journal affirme, sans citer de source, qu'une partie de ses futurs actionnaires ont exigé d'inclure dans son périmètre les périphériques d'ordinateurs, lors de négociations en cours, et "auraient souhaité que l'État prenne une part plus grande dans le financement". Le Monde fait état de conversations "accélérées par la nécessité dans laquelle se trouvait, pour des raisons financières, une des firmes" actionnaires, référence aux lourdes pertes 1966 de CSF, laissant comprendre que sa source anonyme est la CGE. Il évoque aussi "la fusion des deux équipes" des équipes qui "prit trop l'allure d'une absorption de la SEA par la CAE", la seconde, détenue par la CGE, imposant ses responsables lors des premières nominations. Un scientifique prestigieux, Bernard Dorléac, remplacera ensuite en novembre 1967 Robert Remillon comme directeur général de la CII. La convention signée quelques semaines après l'article de 1967 impose à la CII de gagner rapidement de l'argent en commercialisant à fin 1968 un ordinateur de gestion, condition pour obtenir cent millions de francs d'aide par an, ce qui l'oblige à annoncer dès 1967-1968 l'Iris 50 et le CII 10070. En décembre 1966, Le Monde citait pourtant des spécialistes, fixant "au minimum un délai de deux ans" entre l'annonce et la livraison, "pour une technologie connue", et précisant que "les Américains, qui sont les maîtres en la matière, prévoient même un délai de quatre ans", tandis que "l'indépendance à l'égard des États-Unis ne pourra être obtenue" qu'au "début de la prochaine décennie". Par ces négociations du premier trimestre 1967 la CGE a ainsi fragilisé la CII sur les plans politique et médiatique l'exposant à la double critique de trahir les objectifs du plan calcul, en fournissant avec retard des ordinateurs de conception américaine, d'autant que l'opinion française ne connait pas ces produits. Les mêmes spécialistes ont aussi averti en décembre 1966 que sans les périphériques, l'ordinateur de gestion "serait aussi inutile qu'un canon sans projectiles" et ce sera l'autre talon d'Achille des ordinateurs CII jusqu'à au début de 1970.
Un an après l'alerte d'avril 1967, des informations sur l'état des négociations, toujours pas terminées, filtrent à nouveau de sources anonymes mais probablement CGE, quand Le Monde fait état en mars 1968 d'un "comité interministériel sur l'informatique" qui a dû se pencher sur la "répartition des crédits d'études en matière de périphériques" entre "les différents fournisseurs", la CGE étant candidate à les rejoindre. Il y aurait été mentionné que "les entreprises nationales devront acheter leurs périphériques à l'industrie privée française, au lieu de faire appel aux fournisseurs étrangers, principalement américains", mais aussi que "l'industrie française est en mesure de fournir les composants pour les ordinateurs du plan calcul". La Sescosem française n'est pourtant pas encore créée non plus.

#### Juillet 1967, livraison du CII 10010, pour les transports et les hôpitaux
En juillet 1967, la CII a commencé à vendre son premier ordinateur, petite machine de contrôle de process de 3e génération, le CII 10010, à mémoires de ferrite qui vise le même marché que le DEC PDP 8. La CII veut en vendre 300 en 1968 et un millier en 1970. Il était en projet dans les ateliers de la CAE à l'automne 1966, au moment du projet de première ligne, de Saint-Germain-en-Laye à Boissy-Saint-Léger, du RER parisien, qui prévoit les premières mises en service en octobre 1969, avec "plus qu'un seul agent par station", via une automatisation qui va coûter 60 millions de francs, avec des ordinateurs capable chacun de gérer une trentaine de portillons simultanément, reliés par des lignes téléphoniques à un ordinateur central, auquel tous les renseignements seront envoyés en temps réel toutes les secondes, pour savoir à tout moment qui voyage dans quel train et où il va descendre, et ainsi "moduler avec une très grande précision" le nombre des trains en circulation "à chaque heure de la journée", mais aussi assurer la gestion quotidienne du personnel RTAP.
Entre-temps, en novembre 1968, le professeur Jean Hamburger, doyen de l'hôpital Necker de Paris, a "souligné l'importance" pour "l'avenir de toute l'organisation hospitalière" du système de traitement d'information biologique et médicale développé par Dassault Électronique sur ce même ordinateur CII, plus tard rebaptisé Iris 10, afin d'assurer dès 1969 à cet important centre hospitalo-universitaire, où 200 médecins et spécialistes venaient assister à une démonstration, l'automatisation d'analyses en neuro-physiologie et cardiologie mais aussi de banques du sang, de la surveillance des malades en soins intensifs, ou encore le contrôle des irradiations en radiothérapie.
L'Iris 10 est alors connecté au Centre de calcul et de statistiques de la faculté de médecine de Paris, dirigé par François Grémy, par la suite "internationalement reconnu pour ses recherches pionnières en bio-informatique appliquée à la médecine".

#### En 1967-1968, les projets rivaux pour le CII 10070
Deux projets expérimentaux de temps partagé sur le CII 10070 sont lancés : en 1967 le projet SAM du Centre d’Études et de Recherche en Automatique (dépendant de Sup’Aéro), sous la direction du polytechnicien Jean-Paul Rossiensky puis en mai 1968 Esope, à l’IRIA. Le gouvernement français demande leur fusion mais sans l'obtenir car chacun des projets a son propre langage d'assemblage. Les premiers seront embauchés en 1969 au centre de recherche de la CII pour finaliser et les seconds se concentrent sur une nouvelle version améliorée du CII 10070: l'Iris 80 annoncé au Sicob 1969, avec l'aide de l'IRIA.
Un autre projet important pour le CII 10070 est la liaison interne au CERN de Genève, permettant aux données centralisées sur une dizaine de miniordinateurs PDP-11, d'être valorisées plus vite grâce à des capacités de calcul augmentées en recourant rapidement à celle d'un CII 10070, ordinateur moyen "spécifiquement destiné à une analyse des données en temps réel", qui sera appelée Réseau Omnet, projet mis en place 1969 ou avant, dont les demandes ont changé en 1971, et qui a relié en tout une cinquantaine d'ordinateurs du CERN. Bob Russell et Bob Doran y inventent alors le langage informatique PL-11 pour relier les ordinateurs CII et DEC.

#### Juin 1969, le capital de la CII profondément remanié
En juin 1969, "après d'interminables tractations", et "sous la pression" du gouvernement, "le capital de la CII est profondément remanié": Thomson-CSF en prend 52%, via la holding Fininfor, confiée en décembre à André Danzin, qui avait lancé l'activité circuits intégrés au début des années 1960 à la CSF, puis organisé sa fusion avec Thomson en 1967 et le rachat de la partie électronique d’Alsthom.
André Danzin est l'une des quatre personnalités qui avaient pesé en 1965 pour le plan Calcul, en coécrivant le rapport Saint-Geours. La CGE conserve symboliquement 48%. Le Monde estime qu'André Danzin, a enfin "en main tous les éléments nécessaires pour conduire le plan calcul" et pourra même être "le patron du plan calcul", qui prend un virage plus marqué vers des ordinateurs puissants et innovants: la CII double ses effectifs en 4 ans, André Danzin voulant qu'elle passe avant 1975 le cap du milliard de francs de chiffres d'affaires. Les calculateurs ne "sont pas vendus, mais loués", il faut le temps de financer leur conception mais aussi "leur durée de leur vie", contrairement aux composants "plus rapidement rentables", fait-il valoir.
En même temps, il ménage la CGE en déclarant que plan calcul reste "une aventure conjointe" entre gouvernement et industriels et que la CGE pourra "défendre au besoin" ses propres intérêts grâce à sa majorité dans la Spérac (imprimantes et disques)".

### Chronologie

#### Prémices et fondations
- décembre 1963 : groupe informel de travail sur l'informatique de défense (ID) créé par la DRME[18] ;
- 5 mai 1964 : le groupe informel devient officiel, doit proposer un plan à cinq ans[18] ;
- 12 août 1964 : il propose pour 1968 une machine polyvalente, civile au départ et militarisable[18] ;
- 14 octobre 1964 : convocation aux industriels pour les consulter[18] ;
- 13 novembre 1964 : les industriels se réunissent pour un briefing[18] ;
- janvier 65 : les industriels rendent leur propositions : pas de fusion, juste la CITEC, filiale commune en automatisation industrielle[18],[19] ;
- 12 mars 1965 : rapport du CCRST[54] ;
- mai 1965 : mission de 25 jours aux États-Unis de 7 experts du groupe ID[18] ;
- 25 mai 1965 : de Gaulle reçoit le "comité restreint" chargé du rapport Saint-Geours[54] sur les aides de l'État et le "développement industriel de l'invention"[48] ;
- juin 1965 : rapport Saint-Geours du "comité restreint", qui demande un plan Calcul ;
- 1er juillet 1965 : le groupe ID revenant des États-Unis invite à un show les "ingénieurs de tous les ministères techniques"[18] ;
- 13 juillet 1965: lettre à Ortoli, corédigée Maurice Ponte (CSF), Roger Gaspard (Schneider) et Ambroise Roux (CGE), lui renvoyant la balle ;
- 6 octobre 1965 : le ministère de la Défense dessaisi du groupe ID[18], qui devient un groupe d'informatique civile[18], présidé par Marcel Boiteux (EDF), qui s'appuie sur le rapport Saint-Geours pour placer "l'informatique au même niveau d'importance" que l'atome et l'aérospatial[18] ;
- janvier 1966, Michel Debré, partisan d'un plan Calcul, remplace aux finances VGE[54];
- 4 février 1966 : François-Henri Raymond rédige une note dessinant le plan[54] ;
- 22 février 1966 : François-Henri Raymond rencontre Ortoli, milite pour l'informatique de gestion dans le projet[réf. nécessaire] ;
- 2 mars 1966 : Le Monde révèle que le projet inclut un futur Inria mais semble écarter le calcul scientifique et la gestion[56] ;
- 19 avril 1966 : lettre de François-Henri Raymond demandant à rencontrer De Gaulle[réf. nécessaire] ;
- 30 avril 1966 : pertes 1965 "abyssales"[18] de Bull-G, 50 % des ventes[87], plusieurs usines vendues[18] ;
- 16 juillet 1966 : l'Assemblée nationale vote le rapport Ortoli[18] ;
- 18 juillet 1966 : François-Henri Raymond, en RV avec de Gaulle, le met en garde contre une fusion[réf. nécessaire] ;
- septembre 1966 : le rapport Ortoli affiné ;
- 30 novembre 1966 : création de l'IRIA, futur INRIA ;
- début 1967 : installation à Louveciennes, sur l'ex-site de l'OTAN[18], de la CII, fusionnant la CAE (CSF et CGE) à la SEA (Jeumont-Schneider) et la SETI (CDC) ; ;
- octobre 1967 : création du Leti par le CEA Grenoble ;
- 13 avril 1967 : annonce du premier plan Calcul, pour 5 ans.

#### Premier plan Calcul
- Juillet 1967 : sortie du mini-ordinateur "CII 10010", futur Iris 10 puis Mitra 15 ;
- Juillet 1967 : fusion entre Thomson et la CSF;
- Septembre 1967 : sortie du CII 10020, variante du CII 10010;
- Mai 1968 :  Maurice Allègre délégué à l'informatiquen succédant à Robert Galley, nommé ministre;
- Juillet 1968 : annonce de l'Iris 50[88] ;
- 9 mai 1969 : Gérard Deloche (CII) signe à l'UCLA sur Arpanet, la Requests for comments numéro 9 du NWP[89]
- mai 1969 : voyage de la Délégation générale à l'informatique à l'UCLA, futur premier centre connecté à Arpanet[90], visite de Leonard Kleinrock[89]. Leur compte-rendu au retour emportera l’adhésion de Maurice Allègre[90] ;
- 2 septembre 1969 : à l'UCLA sur Arpanet, premier lien d'hôte à Interface Message Processor;
- 7 septembre 1969: école d'été EDF sur le système d’exploitation, avec Louis Pouzin et Edsger Dijkstra ;
- 23 septembre 1969 : la CII présente à la presse le prototype d'Iris 80 aux Clayes-sous-Bois[91].
- Fin 1969 : les concepteurs du projet SAM à Sup'Aéro embauchés à la CII ;
- 26 mai 1971 : réunion d'un groupe d’utilisateurs potentiels à l'IRIA : plus difficile de faire dialoguer SNCF et douanes qu’un calculateur IBM et un CII[90].

#### Second plan Calcul
- 3 août 1971 : lancement du deuxième plan Calcul
- 28 janvier 1972 : accord entre CII et Siemens pour fonder un consortium nommé plus tard Unidata
- 6 septembre 1972 : Philips rejoint le consortium
- 4 juillet 1973 : création officielle d'Unidata annoncée à Amsterdam par Philips, Siemens et CII
- Mai 1974 : Michel d'Ornano annonce la fin d'Unidata. Maurice Allègre démissionne, la Délégation à l'informatique remodelée et confiée à Jean-Claude Pelissolo (1974-1980)
- 20 mai 1975 : fusion CII-Honeywell-Bull.

## Les plans calcul anglais, allemand et japonais
Le gouvernement français "n'est pas le seul à avoir mis sur pied un plan d'aide aux firmes informatiques" : allemand et japonais "en font autant, ainsi que le gouvernement britannique", observe Le Monde en septembre 1968, les quatre pays souhaitant s'adapter à "la domination du marché par les firmes américaines" et à "l'importance croissante de ce marché", à la croissance "spectaculaire" de 30 à 50 % par an.
La Grande-Bretagne fut la première à réagir, "bien avant les autres pays européens", France, Allemagne et Japon, ne s'étant "vraiment préoccupés du problème qu'à partir de 1965 environ", mais en Angleterre comme en France, l'action est menée "à la fois par le gouvernement et par les firmes" privé, dans un processus qui apparaît aux yeux des historiens sous le jour d'un "véritable programme concerté et à long terme".
Le Japon a créée Japan EDP Company, réunissant les constructeurs dits "nationaux" et un Centre d'informatique, équivalents de l'Iria créé en France. En Allemagne, "où l'appareil de production était déjà très concentré", le géant de l'électronique Siemens a absorbé la société de Konrad Zuse, développeur de Plankalkül, premier langage de haut niveau en informatique à avoir des programmes écrits en deux dimensions. Dans ce pays, la contribution de l'État est votée à environ 75 millions de dollars contre 90 millions pour la France, tandis qu'au Japon, un fonds de 500 millions de dollars est abondé par le ministère de l'Industrie et la Banque de développement. En Angleterre, des "crédits importants" viennent de la National Research Development Corporation (NRDC), agence chargée de l'application des découvertes des laboratoires gouvernementaux.
La question d'un "plan-calcul européen" est rappelée quand l'Europe demande en 1969 un "gros calculateur" européen "à construire vers 1975", considéré comme un "projet locomotive ayant un effet d'entraînement important", d'après un rapport de Bruxelles vantant ICL "firme européenne la plus avancée dans le domaine de l'informatique" grâce à ses "40 % du marché britannique", qui a lancé en 1967, avec "l'aide de l'État, l'étude et le développement" d'une "énorme machine, la 1908-A", pour rivaliser avec le Control Data 7 600.

### Cas du Miti japonais
Maurice Allègre, responsable avec André Danzin du plan Calcul, fut l’élève du prix Nobel d’économie Maurice Allais, "chantre du libéralisme" mais qui estimait que "même dans un régime très libéral", l'économie avait besoin d'un "peu de protectionnisme pour renforcer certains secteurs stratégiques, à condition de ne pas le faire éternellement". La Commission permanente de l’électronique du plan (Copep) a eu "un rôle important dans la phase de conception du plan Calcul" et fut un "lieu de réflexion et d’échange" très utile mais s'est heurtée selon Maurice Allègre à des marques d’incrédulité lors de la présentation d'un "rapport sur l’électronique automobile" qui a suscité l'incrédulité. Sa Délégation générale à l'informatique employant au total "une quarantaine de personnes ultra motivées" et proposait une politique industrielle inspirée du Miti japonais, "chef d’orchestre de la croissance japonaise" des années 1950-1980, considéré comme la "mère poule" des "industries naissantes" et au centre du "leadership scientifique et technologique", qui a vu le Japon rejoindre le club des nations industrialisées.
Selon le bulletin trimestriel Agenor du printemps de 1969, c'est dans l'Union européenne, mais surtout au Japon que le nombre de calculateurs a le plus augmenté entre 1960 et 1968, leur croissance étant sept fois plus forte au Japon qu'aux États-Unis", qui reste cependant quatre fois plus équipé que l'Union européenne et quinze fois plus équipé que le Japon.
- Nombre de calculateurs en 1960 et 1968

| Zone             | Nombre en 1960 | Nombre en 1968 | Progression |
| États-Unis       | 3600           | 52000          | 14,4 fois   |
| Union européenne | 460            | 13700          | 29,8 fois   |
| Royaume-Uni      | 135            | 2750           | 20,4 fois   |
| Japon            | 35             | 3550           | 101,4 fois  |

### Plan calcul allemand
Le Monde indique en mars 1968 que "l'Allemagne a lancé un plan calcul restreint", au moment où le hollandais Philips "s'apprête à sortir une première gamme" d'ordinateurs, tout comme le plan Calcul français. Ce premier plan gouvernemental allemand, déployé de 1967 à 1970, a été doté d’un "budget de 387 millions de DM, avec des fonds alloués à la R&D informatique, à la promotion des applications informatiques, à la recherche fondamentale et à l’éducation". Un deuxième a suivi avec 2,41 milliards de DM, soit plus de six fois le budget du premier, sur la période 1971-1975, pour financer ordinateurs, périphériques, logiciels, applications et composants, la moitié des fonds passant par les universités et les instituts de recherche pour la recherche fondamentale et l’éducation
Siemens était de loin le plus grand producteur allemand des secteurs des semi-conducteurs, ordinateurs et télécoms. Il captera à la fin des années 1970 environ 92 % du 1,4 milliard de dollars du plan Allemand, mais le plus grand succès de l’Allemagne dans le domaine des ordinateurs a été celui de Nixdorf, crée dans les années 1950, dont seulement la moitié des ventes se font en Allemagne, et 20 % aux États-Unis, qui avait conquis au début des années 1980 10,5 % du marché européen pour les systèmes de petites entreprises, en concurrence directe avec des sociétés américaines à succès comme DEC.

### Plan calcul britannique

#### En 1964, ministre de la Technologie et aide sélective
Le gouvernement travailliste d'Harold Wilson a également lancé son plan calcul, qui évite le "détour coûteux de programmes militaires ou spatiaux", préférant "l'aide directe et sélective", pour un "nouvelle forme de collaboration" entre "État et entreprises en matière de recherche", dont la vitrine sera la reconnaissance obtenue en 1967 puis en 1971 par le réseau du NPL, en téléinformatique. Il crée dès 1964 un ministère de la Technologie, confié à Tony Benn, qui souhaite que les pouvoirs publics "achètent anglais", à "chaque fois que cela serait raisonnablement possible".
Les premières subventions, 5 millions de livres, sont conditionnées aux programmes de recherche des trois constructeurs nationaux, tentant de s'adapter à l'émergence des circuits intégrés, mais invités à fusionner, avec aussi un million de livres aux universités et laboratoires. Même si une part seulement réduite des fonds est affectée aux semi-conducteurs, l'industrie électronique britannique "accepte sans trop de réticences les remaniements de structure" imposés par ce plan, avec notamment la fusion de Plessey et d'English Electric créant en 1968 le sixième groupe d'électronique et de télécoms au monde.

#### En 1965, fusion des trois constructeurs anglais
En 1965, l'"Industrial Expansion Act" lance des "mesures de sauvegarde et de développement" des trois constructeurs", ICT, English Electric et Elliott Automation. Exigée en échange de subventions, leur fusion sera finalisée en 1968,.
ICL est ainsi "né d'une volonté politique fort semblable" à celle du plan calcul français car comme la CII française résultant d'une série de fusions dont la dernière date de mars 1968, via un mariage entre les constructeurs ICT et English Electric, le gouvernement prenant 10,5 % du capital et en accordant des subventions de R&D de 13,5 millions de livres sur quatre ans. La participation montera à 25 % en 1974 puis reviendra à 20 % avant que le gouvernement de Margaret Thatcher l'a vende après 1979.
Si en France François-Henri Raymond, patron de la SEA juge qu'il "va de soi que le retard" sur les États-Unis "ne sera jamais rattrapé", les Anglais se souviennent qu'au "début de la course à l’informatique" ses entreprises "se sont trouvées à plusieurs reprises au même niveau" que les États-Unis, lors du circuit intégré, inventé en 1958 aux États-Unis (Texas Instruments, Westinghouse) mais aussi en Angleterre par Plessey tandis qu'Elliott avait commercialisé les premiers calculateurs transistorisés la même année qu'Univac. Ils ont aussi conscience aussi qu'à part l'exception IBM, capable d'investir 5 milliards de dollars sur quatre ans pour sa série 360, aucune entreprise américaine n'a gagné d'argent dans l’informatique avant 1960 et que 3 seulement en gagnent en 1966. Parmi elles, RCA a vendu son premier calculateur en 1957, mais n'est devenu rentable qu’en 1964.

#### En 1966, la bibliothèque publique des logiciels
Un National Computing Centre (en) est fondé le 10 juin 1966 à Manchester, pour être la « voix de l'utilisateur d'ordinateurs » au moment de l'accueil du Mundial 1966 de football, suivi le 22 septembre 1966 de l'apparition d'un hebdo grand public popularisant les aspects utiles de l'informatique. Ce "National Computing Centre" doit former des analystes" et faire connaitre "une large "bibliothèque de programmes" disponibles. Il est doté de "plusieurs millions de livres" par an pour "fournir des programmes aux utilisateurs", et verra sa côte monter au moment où prise de conscience de l'importance des logiciels, après la première demande de brevet de l'Américain ADR, spécialisé dans leur amélioration, qui obtient gain de cause en avril 1968.

#### En 1968, la part d'IBM dans les commandes a fondu
La part d’IBM dans les commandes du gouvernement central passe de 32 % en 1966 à 13 % en 1968 et en 1969, les achats d’ordinateurs du ministère de la Défense sont allés presque entièrement à ICL, devenu le seul constructeur non américain à détenir la moitié de son marché national, ce qui déclenche une polémique les conservateur soupçonnant une concurrence faussée.
Le gouvernement travailliste accorde "un ferme soutien sous forme de crédits, de prêts, d'achat préférentiel de matériel, et de subventions aux centres universitaires s'intéressant à l'informatique" résume le quotidien français Le Monde en septembre 1968, en observant qu'ICL se voit "accorder 50 millions de livres de facilités financières pour la location de ses machines", car le rival IBM loue les siennes, la location mettant plus de temps à rentabiliser les coûts de production. La CII française demandera ainsi à sa tutelle une société de leasing dotée de 50 millions de francs de capital.

#### En juin 1970, le contre-plan d'Edward Heath
La situation financière d'ICL est fragilisée au cours de l'hiver 1969-1970 par la forte croissance du nombre d'ordinateurs livrés en simple location, l'amenant à plaider pour plus d'achats du gouvernement, qui lance une enquête sur le sujet, interrompue par les élections de juin 1970. La victoire surprise des conservateurs du nouveau Premier ministre Edward Heath amène une politique beaucoup « moins enclin à distribuer la manne publique ».
Tony Benn, précédent ministre, très à gauche, a été caricaturé par les conservateurs comme un extrémiste, à une époque où une partie des dirigeants syndicaux anglais sont effectivement adhérents du Parti communiste. Son successeur Christopher Chataway, un ex-athlète de haut niveau passé par la BBC, bloque pendant un an le prêt public de 100 millions de dollars à ICL, exigeant en contrepartie un engagement de rentabilité minimum de 7,5 % des ventes, en soulignant qu'ICL a déjà consommé plus de 150 millions de dollars d'aides publiques.

#### Fin 1970, virage dans les achats publics
Christopher Chataway affiche sa volonté de rationaliser la politique d'achat dans le secteur public. Il crée une agence centrale chargée de cet objectif. Pendant des mois, les concurrents d'ICL avaient mené une campagne acharnée contre le favoritisme dont bénéficierait ICL, en soulignant dans la presse que la Grande-Bretagne est le seul pays du monde non communiste où IBM ne contrôle pas au moins la moitié du marché.
Le ministère de la Santé annonce alors une politique de libération des influences gouvernementales, plusieurs commandes universitaires importantes sont symboliquement données à IBM et la Poste britannique en passe une grosse à l’entreprise néerlandaise Philips. Police, armée et services publics ne sont plus des "clients enthousiastes" d'ICL, même si à moyen terme leur politique d’achats est restée considérée comme "protectrice".
Ray Curnow, consultant anglais à l’OCDE, déclarera en décembre 1971 dans la presse qu'ICL, mal géré, "veut pousser du matériel, pas des applications", et de la "production" plutôt qu'une "utilisation efficace de l’ordinateur", alors qu'il devient possible de surpasser IBM différemment et que pour sauver l’industrie informatique britannique, le gouvernement devrait plutôt choisir comme fournisseur XDS, partenaire américain de la CII française, qui est dans la démarche inverse, faciliter une grande diversité d'applications, susceptible de doper le croissance des utilisateurs, en s'appuyant sur "son architecture supérieure en termes de besoins futurs en télécoms et bases de données", mais la violente récession du marché anglais en 1971 a depuis déjà amené le gouvernement à adoucir sa position envers ICL, qui tente de se restructurer, au prix de retards dans ses nouveaux produits.
Par la suite, ICL retrouve un bon niveau de commandes après 1974, année du retour au pouvoir des travaillistes.

#### Début 1971, violente récession du marché anglais
La violente récession du marché anglais coïncide avec une contraction plus générale de la confiance dans l'informatique. ICL a alors d'autant plus de mal à résister à une "explosion de concurrence" que la confiance des clients reste plutôt fragile au moment où la série 1900, aux lourdes dépenses de développement, est toujours en phase d’installation. S'y ajoute une récession sur le marché à laquelle contribue le blocage du prêt à ICL, son principal acteur. Les commandes d’ordinateurs du deuxième trimestre 1971 sont ainsi tombées à leur niveau le plus bas depuis de nombreuses années, celles des clients britanniques ayant chuté pour le troisième trimestre consécutif. En août 1971, on apprend que le marché a chuté de 18 % sur la première partie de l'année alors qu'il croissait avant de 20 % par an.
ICL réagit en licenciant 10 % de son effectif, les 1800 annoncés à l'été 1971 s’ajoutant à 1600 autres plus tôt dans l'année et 2000 informaticiens qualifiés sont alors sans emploi en Angleterre, alors qu'on se les arrachait deux ans avant. La violence de la crise amène les services de santé proposer de favoriser à nouveau ICL pour un nouvel équipement et le gouvernement à nuancer sa position en reconnaissant qu'ICL ne pèse que 2 % des subventions à l'industrie. Le constructeur obtient ainsi le système de fret informatisé de l’aéroport de Londres malgré l’opposition des compagnies aériennes.
L'arrivée de Christopher Chataway est une mauvaise nouvelle aussi pour Multinational Data : même s'il ne s'y oppose pas frontalement, il "œuvre discrètement à la construction d’un pôle européen rival qui associerait l’entreprise britannique à Nixdorf et Telefunken", tout en se déclarant favorable à une large coopération industrielle européenne incluant ICL. Les "conditions difficiles du marché" du printemps 1971 "déforment Multinational Data"
Au printemps 1972, ICL a déjà réduit son effectif à 24 000 salariés, soit un tiers de moins que le pic de 38000 à la fin 1969, mais à la suite de commentaires négatifs de la presse, le président John Wall et son directeur général Arthur Humphreys sont destitués.

## Unidata, Airbus de l'informatique
Unidata est conçu comme un "Airbus de l'informatique", référence à Airbus, "association du même type pour construire un avion appelé A300", crée en 1967. Négocié aussi à partir de 1967, Unidata sera stoppé par le gouvernement français en 1975, provoquant l'incompréhension: "les ingénieurs et dirigeants de la CII étaient incroyablement investis dans le projet, ils avaient passé nuit et jour et leurs week-end à développer de nouveaux ordinateurs et à bâtir Unidata, à travers des négociations difficiles avec les Néerlandais et les Allemands(...) soudain, des personnes qui avaient acquis des expertises étaient poussés dehors et elles ont été dégoûtées" a observé l'historien Pierre-Eric Mounier-Kuhn. Selon Pascal Griset, autre historien, les obstacles politiques auraient pu être surmontés avec un véritable leadership européen, "comme cela fut le cas" pour Airbus. Dès les mois qui avaient suivi la signature en septembre 1967 de l'accord Airbus, les gouvernements français et britannique ont exprimé des doutes sur la faisabilité du projet, jugé trop coûteux, et les compagnies aériennes boudé l'A300, toujours sans commande juin 1968. Cependant, sur un marché européen de l'informatique encore plus dominé par IBM que celui de l'aéronautique par Boeing, et "de plus en plus ouvert", les gouvernements ne pouvaient guère "garantir" aux associés d'Unidata "des parts de marché significatives" comme Airbus.

### Négociations européennes de 1966, 1967 et 1968
La "vocation européenne" de la CII est "clairement indiquée" dans le rapport Ortoli de juillet 1966, tandis que la Commission européenne a souhaité plusieurs années de suite mettre en avant une fusion de tous les grands producteurs d'informatique européens. Dès 1967, les dirigeants français visitent l'état-major du néerlandais Philips à Eindhoven pour "proposer une alliance dès que la CII aura un peu grandi". L'idée est de s'associer à deux leaders européens, l'allemand Siemens pour les ordinateurs compatibles IBM, et Philips pour les circuits intégrés.
Les Pays-Bas n'ont pas de plan Calcul mais Philips est réputé pour investir massivement dans l'avenir. Il a en Angleterre la plus grande usine de semi-conducteurs d'Europe, 3 000 salariés, et a annoncé la création à l'été 1968, d'une division ordinateurs, mais affronte depuis 1967 une offensive des fabricants américains de circuits intégrés, qui ont pris la moitié du marché anglais en 1967, faisant baisser les prix de 20 %, certains circuits intégrés ayant même baissé de 50 % de juillet 1967 à juillet 1968. Bruxelles confie au délégué français Maurice Allègre un "groupe de travail permanent" réunissant industriels et administrations, bien accueilli par la presse électronique, dans lequel François-Henri Raymond "décrit un grand système de traitement de la masse gigantesque de données" à prévoir en calcul distribué, esquisse du Big Data, alors que les fonctionnaires européen en sont encore à l'idée plus ancienne de supercalculateur. Le 26 septembre 1968, Le Monde rapporte que Bruxelles songe à "unir les efforts" dans l'informatique en Europe, avec Philips, ICL et Siemens, mais décide d'attendre un peu, pour laisser progresser les "alliances plus ou moins étroites" nouées aussi avec des Américains. En mars, le journal avait écrit qu'ICL "propose depuis plusieurs mois aux firmes européennes une coopération" le plus rapidement possible, via des négociations avec Siemens, Saab, Philips et CII, "notamment en matière de software et de périphériques", au moment où l'Angleterre veut entrer dans le marché commun européen. ICL s'inquiète du choix français "de futures machines compatibles avec celles d'IBM", choix différent du sien. Les sources anonymes du journal estiment que les "unions" semblent cependant "préférables" entre "des partenaires dont la taille ne soit pas trop dissemblable" et les taux de croissance proches, allusion à la phase de décollage à la CII, encore un tout petit constructeur, mais aussi à la forte expansion de nouveaux produits chez Siemens et Philips. Ces sources estiment qu'il faut aussi tenir compte des "alliances plus ou moins étroites" nouées avec des Américains, allusion à l'accord de licence entre Siemens et l’américain RCA, pour vendre des grands systèmes compatibles IM, et au partenariat lancé en 1967 entre CII et un autre américain, Scientific Data Systems, relancé en 1969. Siemens, approché début 1968 par la CII, ne répondra ainsi favorablement que trois ans après, quand "la fin des accords techniques" avec RCA, qu'il apprend en août 1971, le rendra vraiment "disponible".

### En 1969 et 1970, renforcement des associés américains de la CII
Deux constructeurs américains, Control Data et SDS, sont conviés à ce qui deviendra Unidata, dès le début. Tous tous deux sont intéressés par des économies d'échelle dans les disques magnétiques et imprimantes, marchés alors ultra-dominés par IBM, et vendent des ordinateurs d'architecture simple, puissante et peu couteuse, basée sur les circuits intégrés et l'abondance de mémoire. Tous deux ont vu leur cours de Bourse de profiter de la bulle spéculative de 1968 dans l'informatique, nourrie le 23 avril 1968 par le premier brevet logiciel de l'histoire, accordé à Applied Data Research, un des premiers éditeurs de logiciels indépendants. La coopération Control Data-CII vise la "standardisation" dans les langages et interfaces logicielles. Spécialiste du superordinateur, "créneau trop étroit", l'Américain veut "élargir sa gamme de matériels vers le bas", une "politique de diversification" opérée dès 1966", avec même l'acquisition d'une banque à l'été 1968 pour financer la location de ses ordinateurs, et envisage d'assurer la "représentation aux États-Unis des ordinateurs de la CII", avec qui il prépare le consortium Multinational Data, associant aussi l'anglais ICL. Plutôt que de fusionner, tous trois veulent "harmoniser leurs efforts", sous forme d'un "club" de constructeurs apte à intégrer ceux qui "se partageront, à l'avenir, le marché mondial". Control Data inscrira à son catalogue l'Iris 60 de la CII, ainsi que "la première machine de la future gamme ", accord pouvant "être étendu" à son partenaire américain NCR, afin de "figurer sur le catalogue des deux firmes".
En septembre 1969, l'hebdomadaire français Air et cosmos observe que le plan Calcul britannique "renonce à la fabrication d'un superordinateur", au moment où la CII française "présente la plus puissante machine de sa gamme" l'Iris 80. Ces concessions d'ICL visent à ménager Control Data, qui "entreprend d'assurer son indépendance en matière de périphériques", en "organisant la résistance à IBM"" via "trois entreprises coopératives", dont l'une avec la CII et ICL, en vue d'un système de normes d'un poids suffisant" face à IBM, qui en 1977 en vendra encore "à lui seul" pour 20 milliards de francs malgré la captation d'un quart du marché, en compatibles, par des spécialistes comme Memorex, Telex, et Calcomp. Control Data est ainsi rapidement devenu numéro deux mondial des disques magnétiques après IBM, avec une ligne de fabrication dédiée à la CII dans son usine de Minneapolis et propose en janvier 1970 à Thomson de s'associer dans leur production.
Scientific Data Systems, l'autre partenaire de la CII, dans le développement en commun de systèmes d'exploitation, est en 1968 l'autre chouchou de Wall Street, où son action prend 68% sur l'année. Il est la cible en mai 1969 d'une OPA d'un milliard de dollars, 4ème plus grosse acquisition de la décennie, de Xerox, qui en fait sa branche informatique, baptisée "XDS", pour entrer sur le marché des grands systèmes IBM. Cependant, SDS est comme la CII peu habitué aux grosses opérations commerciales spécifiques à l'informatique de gestion, car comme elle issue de l'automatisation industrielle et des commandes militaires. XDS jugeant "excessives" les "marges bénéficiaires sur les périphériques de marque IBM" tente d'en acheter, "afin de réduire les frais de location" auprès d'IBM, avec pour inconvénient de peser sur sa trésorerie et sa rentabilité à court terme. Il développe avec la CII un nouveau système d’exploitation, le XOS (Xerox Operating System), dont l'arrivée fin 1969 est vantée sur une double page du Wall Street Journal, car il permet de cumuler informatique de gestion, de calcul et de contrôle industriel, développé via un contrat avec la CII, dont le gouvernement français veut faire une "société d'ordinateurs de réseaux", afin d'épargner des embauches et coûts de logiciels à Xerox, vite confronté une fuite des cerveaux SDS. Mais le patron de XDS, lors de ses nombreux voyages à Paris, est dérouté par la multiplicité des interlocuteurs à qui il faut parler.

### La période 1970-1971, imprévus pour les deux partenaires américains
Plusieurs événements ont ensuite changé la donne, principalement en Angleterre et aux États-Unis : 
- L'OPA géante de mai 1969 sur SDS est suivie par plusieurs vagues de départs d'ingénieurs qu'elle a enrichis, dont ses deux principaux dirigeants dès 1970 puis beaucoup d'autres en 1972. De plus, en proposant désormais des "grands systèmes" à ses clients, souvent de très grandes entreprises américaines, Xerox inquiète IBM, qui contre-attaque dès avril 1970 en se lançant sur le marché des photocopieurs, où Xerox réalise 95 % de ses bénéfices. IBM est menacé de démantèlement par la Justice anti-trust américaine, qui s'intéresse aussi à Xerox, à qui un petit concurrent, Smith-Corona, réclame un demi-milliard de dollars à partir du début 1972.
- En juin 1970, les législatives britanniques sont gagnées par un parti conservateur très critiques sur les choix du gouvernement précédent dans l'informatique et qui coupe les financements à ICL, tout en décidant symboliquement que plusieurs grands administrations doivent acheter du matériel de ses concurrents.
- La crise de 1970 "frappe de plein fouet"[122] Control Data: 35,6 millions de dollars de pertes sur 480 millions de dollars de ventes"[122], puis en avril 1971 la contre-attaque d'IBM dans le procès anti-monopole initié en mars 1968, où Control Data était très engagé. Le géant américain mobilise "toute une armée de juristes"[127], menée "de main de maître" par Nicholas Katzenbach, ex-procureur général des États-Unis[127], dont 200 avocats[128]. Le 24 avril, il "accuse Control Data, entre autres, de constituer un cartel avec ICL et la CII, et d'avoir sollicités "cinq constructeurs américains, huit européens et trois japonais"[129], ainsi que "plus de treize gouvernements"[129]. Conseillé par ses avocats, Control Data va un peu plus tard renoncer à s'engager plus dans Multinational Data, craignant qu'IBM ne s'en serve contre lui dans le cadre de leur conflit juridique[130]. Control Data se borne alors à inscrire à son catalogue l'Iris 60 de la CII[130].
- En juillet 1971, les relations CII-ICL se dégradent, la première jugeant que le produit présenté par la seconde arrive très en retard, ce qui génère des problèmes de compatibilit"[131]. ICL est alors en grosses difficultés financières à la suite du blocage depuis un an d'un prêt public de 100 millions de dollars promis par le gouvernement précédent, et vient de réduire de 10 % son effectif, les 1800 licenciements annoncés à l'été 1971 s’ajoutant à 1600 autres plus tôt dans l'année[110].

### Janvier 1972, Siemens et Philips rejoignent la CII
En août 1971, le constructeur américain RCA, pénalisé par la décision de IBM d'infléchir sa politique de compatibilité de l'IBM 360 tout en cassant les prix, abandonne ses activités informatiques. Dès la fin du mois son associé allemand se retourne vers la CII : Heinz Gumin, patron de l'informatique chez Siemens appelle Michel Barré (CII). Intéressé aussi depuis des années, et en meilleure position qu'en 1967, Philips "maintient sa position traditionnelle d'attendre et voir" puis rejoint Unidata quand une alliance Siemens-CII est donnée comme "quasi-certaine" par "l'ensemble de la presse" en janvier 1972, Les Echos en publiant même les détails le 28 janvier.
Cette nouvelle alliance à trois a été retardée par un différend entre CII et Philips, la première souhaitant garder les miniordinateurs hors du partenariat, alors que Philips y voit l’un de ses atouts naturels, en plus de ses processeurs pour la commutation téléphonique et les communications de données et de son expérience en matière de développement d’affichages visuels.
Philips, seul rival des Américains dans les circuits intégrés est de ce fait en position de force. Finalement, il obtient gain de cause avec sa ligne d'ordinateur ajoutée au futur catalogue d'Unidata.
Unidata s'appuie à partir de là sur les points forts des trois associés, en vue de partager des économies d'échelle :
- le français CII pour la maîtrise d'œuvre, le logiciel, et l'architecture des machines pensée en réseau ;
- la technologie électronique du néerlandais Philips, seul rival des Américains dans les circuits intégrés ;
- l'allemand Siemens, fort dans les périphériques mécaniques (disques, bandes, la première imprimante xérographique bien conçue) est chargée de développer la nouvelle génération pour les trois alliés[135].

Une utilisation ingénieuse de la microprogrammation devait permettre à cette gamme de machines de fonctionner avec les instructions machine de la série P1000 Philips, des machines Siemens compatibles IBM 360, et des Iris 80 de CII. Au même moment le MITI japonais lançait un plan similaire, avec des choix techniques très proches.

## Réseau Cyclades et bases de données

### En 1966-1967, les sources de Cyclades: EDF, SNCF, RATP et Wall Street
Le réseau d'ordinateur Cyclades, "très important" pour le plan Calcul , élaboré en lien étroit avec l'Arpanet américain et le réseau NPL anglais, lancés dès 1969, a "résulté d'une suite d'études entreprises en 1970 dans le cadre du CRI", qui ont permis "une entente des divers organismes qui ont participé à son élaboration", écrit en 1979 la "bible" du CNET sur la téléinformatique, publiée avec une conclusion de François-Henri Raymond.
Cyclades répond à une triple demande de réseaux publics de téléinformatique: finance, transports, électricité, qui investissent déjà dans des réseaux privés, mais souvent lents, disparates et onéreux.

#### Transports
La SNCF présente à la presse, en octobre 1966, au lancement du plan Calcul, un service "permettant de réserver des places" via 5 écrans à Paris et 5 autres à Amiens, Arras, Douai, Lille, et Dunkerque, tous dotés "d'un clavier sur lequel sont composées les demandes de réservation" transmises à un ordinateur de la gare du Nord. Il "recherche les places désirées, les retranche des places disponibles" et imprime le billet à distance, en 28 secondes en moyenne.
A la RATP, où entre 1964 et 1967 émerge "une remise en cause radicale des modalités de fonctionnement du réseau" en raison de la dégradation du service, déclenchant une volonté d’automatisation industrielle, qui a avancé via la création du Réseau express régional d'Île-de-France (RER), voulue par le premier premier schéma directeur d'aménagement et d'urbanisme de la région parisienne (SDAURP) de 1965, conçu sous l'autorité de Paul Delouvrier. Louis Guieysse, chef du service des études techniques à la RATP, explique dans une revue professionnelle en février 1969 que c'est finalement "l'automatisation de la distribution et du contrôle des titres de transport" qui justifie d'équiper "chaque station ou groupe de stations d’un petit calculateur", centralisant "en temps réel toutes les informations sur les ventes de billets et sur le passage des voyageurs". Pilier de cette innovation, un "réseau de transmission de données" reliant, "dans un temps record", les calculateurs de péages à ceux des lignes et au "système central de gestion". Ce réseau entre tous ces miniordinateurs permet de "renseigner directement le système central de gestion de l’entreprise, en temps réel ou faiblement différé", sur le trafic des voyageurs, tandis que les calculateurs "possèdent de leur côté toutes les informations sur les mouvements des trains". La mise en service du RER a lieu le  14 décembre 1969.

#### EDF
À partir de 1967 et jusqu'en 1971, EDF lance l'équipement de l’ensemble de ses sites par des calculateurs de traitement, en vue d'adopter un système de téléconduite pour le dispatching, ce qui fait partie des "projets européens". L'objectif est aussi la "supervision" des 14 barrages hydrauliques des Alpes du Nord, pour s'adapter à la consommation mais aussi prévenir les crûes, quelques années après deux catastrophes meurtrières rapprochées, celle de 1959 à Malpasset (423 morts) et celle de Vajont en 1963.
En 1968, la CII présente au public du Sicob une liaison « rapide » entre entre entre deux ordinateurs très différents, distants de 8 km, car situés à La Défense et Clamart: l'ordinateur Control Data du centre dd recherche d'EDF à Clamart et un ordinateur CII développé avec l'Américain SDS, placé en démonstration au Sicob de La Défense. La liaison a été préparée en amont par Gérard Deloche et Michel Elie , deux ingénieurs de la CII, via le logiciel de transaction Gestra. Le premier vient d'obtenir une bourse du Comité de recherche en informatique pour participer à partir du même mois à la préparation du lancement de l'Arpanet, via un emploi d'un an l'Université de Californie à Los Angeles (UCLA). Leur candidature a été resourcese par Jacques Stern et François-Henri Raymond.

#### Wall Street
La Bourse américaine a contribué au décollage du temps partagé en cours d'année 1967. Déjà émergent au second semestre 1966, il est surtout utilisé par des informaticiens. Mais en 1968, une enquête du New-York Times décrit les 12 000 machines installées par Bunker Ramo pour consulter en temps réel et à distance des centaines de cours à Wall Street via une ligne téléphonique, et les 10 000 Stockmaster déployés par le concurrent Ultronics Systems, partenaire de l'agence Reuters, suscitant un projet de Bourse purement électronique, le Nasdaq.
Ce projet sera décidé en 1968, car l'afflux d'ordres de Bourse permis par l'émergence de ces réseaux de données privés bute sur une impasse : le marché n'arrive plus à les traiter ni à trouver les contreparties, d'autant que l'afflux se produit souvent dans un seul sens, en réaction aux nouvelles données par l'Agence Reuters qui fournit à la fois les terminaux et les informations du jour.

### Décembre 1967, le rapport Lhermitte
En 1967, Roger Scantlebury et Donald Davies, chercheurs au NPL, l'Inria anglais, ont nourri les travaux de l’Association of Computing Machinery (ACM) et du Network Working Group (NWG) créé autour de Steve Crocker, pour imaginer le réseau Arpanet. En France, le Conseil économique et social confie à trois experts menés par Pierre Lhermitte, une mission d'étude de la téléinformatique aux États-Unis. Au retour, il rédige un rapport, adopté en décembre 1967 et publié en 1968, « Le pari informatique », succès de librairie qui insiste sur "les besoins en réseau de transmissions de données",,, et le futur "usage combiné du calculateur et du téléphone", un "bouleversement". Pour lui, la création d’un réseau téléinformatique via un "important plan d'équipement" est un "objectif indispensable" pour l'informatisation de l'économie, car la puissance de calcul sera multipliée par 200 d'ici à janvier 1975.
Trois pays européens, Grande-Bretagne, Norvège et France, vont avoir alors des relations suivies avec Arpanet puis Internet, la 3e via des missions aux États-Unis, conjointes du CNET et de la délégation à l'informatique.

### Avril 1968, l'Américain ATT lance un service de données
En avril 1968, l'Américain ATT, lance un nouveau service de données à large bande commutées d’usage courant, public, qui concurrence ceux créés par une entreprise ou une autre, notamment dans la finance boursière. Les vitesses vont jusqu’à 50 kilobits par seconde, 25 fois plus que le maximum jusque-là. Mais en septembre il est toujours dans l'attente du feu vert de la FTC. Il permet la communication de données en grande quantité "sans avoir besoin de circuits à période complète" mais sera finalement réservé par ATT à quelques liaisons entre grandes métropoles, alors qu'il pourrait permettre à des journaux d'adopter un mode centralisé de composition des pages de leurs éditions locales, et malgré les spéculations en cours, au sein même d'ATT comme à l'extérieur, sur le développement d'un "réseau aussi universel que celui consacré à la voix". Pour relier New York à Chicago, il n'est intéressant qu'à partir d'environ trois heures par jour. La FCC a alors un politique d'ouverture hésitante, contestée par les nouveaux opérateurs du temps partagé
En septembre 1968 se créé la Computer Time Sharing Services Section (CTSSS), présidée par  Robert Guise, cofondateur de Comshare, qui en réunit une vingtaine. Au début de 1969, elle a constaté un fort allongement des délais d'attente pour pouvoir bénéficier du nouveau service. Elle réclame un vrai service national, autour d'un vrai réseau ouvert à tous les concurrents et demande la protection des consommateurs, en citant une étude montrant qu'un fournisseur de temps partagé ayant des bureaux en différents endroits des États-Unis a fait constater que 80 % des liaisons qu'il avaient initiées en janvier, février et mars 1969 ne fonctionnaient pas correctement. En juin 1969, la CTSS lance une campagne contre les hausses de prix de 50% pratiqués sur les services des télécoms dans certains États, qui visent à empêcher la création du temps partagé là où les partenaires d'IBM et ATT ne sont pas implantés.

### Après mai 1969, nouvelles pressions des utilisateurs français
Dès retour en France après une visite de l'Arpanet américain en mai 1969, la délégation générale à l'informatique le prolongue par des consultations pour savoir quelle forme doit prendre le réseau réclamé en France. Invitées au voyage, les PTT n'ont pas été séduites par la technologie Arpanet. Le réseau de téléinformatique réclamé avec insistance par Pierre Lhermitte dans son rapport adopté en décembre 1967 par le CSE, puis publié en 1968 dans « Le pari informatique », n'est pas lancé. Il décide alors d'approcher plusieurs grandes entreprises, pour constituer un groupe capable de "faire pression sur la branche télécoms des PTT (DGT), afin d’obtenir la mise en place d’un réseau de transmission de données commun pour tout le monde et non pas des réseaux spécialisés à telle ou telle entreprise",. Il parvient à en réunir cinq pour fonder en 1970 le Cigref. Pierre Lhermitte y prend la présidence d'un groupe « Téléprocessing » puis en novembre de la même année fonde le GERCIP (Groupe d'étude pour un réseau commuté interprofessionnel de paquets), dont une partie des membres sont extérieurs au CIGREF (notamment la Banque de France, le CEA et la DATAR).
La CII répond veut elle un réseau en datagramme, qui sera la colonne vertébrale de sa future New Network Architecture : fin 1969, Alice Recoque se voit confier le projet de miniordinateur Mitra 15, d'une vingtaine de kilos seulement  car en circuits intégrés, conçu pour le routage du réseau d'ordinateur Cyclades, mais aussi utilisé par EDF, la fusée Ariane et le Spacelab, qui sortira dès avril 1971.
Son arrivée permet à François Sallé, directeur scientifique de la CII, de rechercher un directeur pour Cyclades, trouvé la mi-1971: c'est Louis Pouzin, enthousiasmé par le projet, qui permettrait de relier des bases de données mais aussi de "mettre en réseau les différents systèmes de temps partagé", dont il est bon connaisseur. Louis Bolliet, fondateur en 1967 du centre scientifique de Grenoble, le premier d'IBM hors des États-Unis, passé en 1970 à la CII a aussi été consulté. Bolliet et Pouzin informent Pouzin qu'une commission de la DGI, de retour des États-Unis en 1969, a fait un rapport et "conclu qu’il fallait faire un réseau en France", une décision déjà "prise au niveau politique".
Un autre ordinateur CII, l'Iris 80, sortira en janvier 1972, permettant des liens simples avec le Mitra 15 via la fonctionnalité Transiris. Mais si Louis Pouzin, détaché à l'IRIA, conçoit son réseau avec des routeurs Mitra 15, il prend soin de le relier aussi au gros ordinateur IBM de l'université de Grenoble, alors que le réseau NPL anglais ne connecte que des ordinateurs Honeywell, en interne. Dès l'été 1972, Alice Recoque visite aux États-Unis les constructeurs Control Data et SDS et le Mitra 15 devient un gros succès commercial, qui "a contribué à éveiller l'intérêt d'une génération à l'informatique". La CII créera pour lui une nouvelle division : "petits ordinateurs et applications spécialisées" (DPOAS), qui n'existait pas encore fin 1966 au début du plan Calcul, confiée en septembre 1972 à son directeur général adjoint, Pierre Guichet.

### En 1970, le système de téléconsultations Mistral
En 1970, la CII créé le système de téléconsultations Mistral pour l'IFREMER, puis pour d'autres usages, avec rapidement un notoriété internationale,. La consultation est centralisée sur un Iris 80 installé à Bruxelles, avec son logiciel Transiris, qui offre aux utilisateurs distants l'ensemble des services Mistral.
De très nombreuses bases de données françaises sont mises en ligne dans les deux années qui suivent, sous l'impulsion de la GI et non sans réticences de plusieurs ministères. L’idée et "argument financier" qui alors "permettait de justifier le prix de développement du réseau" en projet était "de permettre le partage des données entre les différentes administrations" malgré le fait que certains de leurs dirigeants soient "extrêmement jaloux de leurs données", a rappelé Louis Pouzin, alors en poste chez Simca. Début 1971, Arpanet est présenté dans un exposé à l’IRIA par Michel Elie puis dans un article de 1971,,.

### En juin 1971, les PTT contre-attaquent
Au cours de la même année 1970, le CNET a lancé une "investigation", en vue d’un réseau pour les données, distinct de celui du téléphone et télex, comme l'avait fait aux USA en avril 1968 ATT. Le Cigref, fondé en 1970, met la pression et la contre-attaque des PTT prend la forme un groupe de travail baptisé "Hermès", qui conçoit la "commutation par paquets" comme éventuellement à ajouter, mais juste "en verrue" à la normalité, selon les PTT, à la "commutation par circuits". C'est le tout début du réseau RCP des PTT, qui deviendra Transpac.
Un premier "réseau commuté à grand débit pour la télé-informatique", baptisé "Caducée", apparait dans la presse en en juin 1971, mais il se limite à Paris pour des débits qui s'avèrent en réalité modestes.
Les PTT l'avaient étudié dès le premier semestre 1969, sans donner de suite. Mais en 1970-1971, les PTT sont soudainement soucieuses de téléinformatique,.
Ailleurs en Europe, "à mi-chemin" entre Caducée et Hermès, l'Allemand Siemens prépare pour la Bundespost une sorte de "réseau télégraphique électronique", prévu pour 1973 ou 1974, tout en tant impliqué aussi dans la société Datel créée au début de 1970 pour les petites et moyennes entreprises, avec une participation de 40 % de la même Bundespost, concurrence jugée déloyale par les sociétés allemandes de services en informatique.

### Novembre 1971, le réseau EIN adopté par 8 gouvernements
Donald Davies informe fin décembre 1970 un autre chercheur du NPL, Derek Barber, que la délégation britannique envoyée à une réunion à Bruxelles, consécutive au comité Cost (Coopération scientifique et technique) créé en octobre 1970 par le Conseil européen, cherche un conseiller technique. Lors de la réunion il lui est proposé de diriger le futur réseau public European Informatics Network (EIN), susceptible d'interconnecter le réseau du NPL au futur Cyclades. Mais le processus est ralenti par des désaccord techniques. Finalement, le réseau EIN est adopté le 23 novembre 1971 par huit gouvernements européens (France, Italie, Yougoslavie, Norvège, Portugal, Suisse, Suède, Grande-Bretagne, rejoints par les Pays-Bas en août 1974) et de la Communauté européenne de l’énergie atomique.
C'est encore une "auberge espagnole" avec des participants en désaccord sur les choix techniques, certains veulent la commutation de circuits d'autres de paquets. Le second choix sera retenu, poussé par l’IRIA française et le NPL britannique. Derek Barber rejoint peu après l'International Networking Working Group, INWG créé en 1972 pour succéder au NWG, et qui propose une norme pour l'interconnexion des réseaux,. L'équipe du NPL s'entend bien avec les Français, 'particulièrement avec le groupe de Louis Pouzin", qui avait "beaucoup réfléchi à Internet", les a invités à dîner à Paris, et qu'ils croisent souvent aux États-Unis. Mais selon Donald Davies, les PTT françaises se sont comportées de manière "extrêmement autocratiques" même si "les Allemands étaient encore pires", la Bundespost allemande croyant "dominer le monde". Les PTT ont exigé de Louis Pouzin qu'il se présente un jour avec ses collègues, pour expliquer exactement ce que le NPL fait au sujet de la commutation par paquets. Donald Davies est donc venu à Paris le même jour, lui aussi avec des collègues, rencontrer Louis Pouzin, mécontent du procédé des PTT. Ils se sont arrangés pour le faire échouer par un repas précédant la convocation, causant un retard important des convoqués et de leurs invités anglais.
Selon l'historienne Valérie Schafer, c'est seulement à l’été 1973, après une première réunion importante se soldant par des désaccords, à l'été 1972, qu'EIN entre dans "une phase active" avec "à titre d’expérience préliminaire", un raccordement entre les réseaux du NPL et de l’IRIA. Face aux divergences au sein de EIN, Derek Barber a proposé de laisser l'utilisateur "choisir d'utiliser certaines fonctionnalités" ou pas, ce qui "a permis de sortir de l'impasse" dans la spécification du commutateur. Le réseau a fourni à chaque fois la possibilité de circuits virtuels, mais le réseau ne les a "jamais utilisés". Selon lui, la confiance dans le datagramme a augmenté avec les démonstrations réussies d'Arpanet et de Cyclades dans le courant de l'année 1972.

### En 1972, tests, comparaisons et coopérations Cyclades-Arpanet
Louis Pouzin commence "en octobre ou novembre 1971" en proposant l’option datagramme, car il "a étudié à fond les expériences menées au National Physical Lab" sur le projet de réseau du NPL, encore "inabouti" et "connaissait assez bien le réseau de paquets" d'Arpanet, à circuit virtuel, mais au fonctionnement partiel en datagramme. Il installe en décembre 1971 le réseau Cyclades à l'IRIA avec deux connaissances, Hubert Zimmermann pour diriger les protocoles et Jean-Louis Grangé pour diriger le réseau, puis embauche Jean Le Bihan, et se fait prêter trois ingénieurs de la CII, Michel Elie, Jean-Louis Touchard et Philippe Chailley. Il part ensuite aux États-Unis début janvier pour visiter pendant deux mois les concepteurs et les sites de l'arpanet américain. En mars, Cyclades opte pour un réseau en pur datagramme, et de confier la correction des erreurs de transmission à un protocole de bout en bout, qu'une partie de l'équipe écrit "en gros jusque vers mars-avril de l’année 1972".
Pour tester les faiblesses relatives d'Arpanet et Cyclades, Gérard Le Lann, est envoyé à Rennes créer une petite équipe de simulation, tandis que Jean-Louis Grangé multiplie les réunions à Boston et Cambridge avec Dave Walden, directeur technique de BBN, qui vient en retour en France. D'autres américains viennent à Paris fin 1972, dont David Postel, développeur des routeurs BBN, et un de ses collègues, sont recrutés sous contrat par le réseau Cyclades, qui organise ensuite en novembre 1972 une démonstration pour leurs patrons américains, à Washington. Fin 72, Cyclades organise une "grande réunion" de "toutes les universités françaises". Rennes, Grenoble, Toulouse, et Lyon sont "les premières à coopérer", suivies par Lille et Strasbourg. Des Mitra 15 servent de routeurs, avec un rôle si central que le réseau est d'abord appelé "Mitranet", et une ligne PTT classique sert à la "connexion" à Arpanet.
Selon l'historienne Valérie Schafer, pour éviter ces voyages incessants entre la France et les États-Unis, mais aussi interconnecter les deux réseaux, une liaison télécoms permanente est proposée mais refusée en raison du prix exorbitant exigé par les PTT, 13 millions de francs, soit 13 fois le budget de l'appel d'offres gagné par BBN en septembre 1968 pour bâtir Arpanet. Cyclades est doté d'un budget d'une vingtaine de millions de francs, beaucoup plus élevé que ceux octroyés pour Arpanet et le réseau du NPL.

### Les différences entre les 3 réseaux dans le contrôle de congestion
Les progrès effectués à partir de 1972 par les trois réseaux, américain, anglais et français, pour éviter la congestion causée par des lignes télécoms peu développées, ont été analysés en 1979 dans un ouvrage collectif du CNET, montrant que Cyclades, lancé en 1972 avec des Mitra 15, fonctionne mieux que le réseau du NPL, qui lui-même fonctionne mieux qu'Arpanet, lancé comme lui en 1969 avec le même ordinateur Honeywell, et un budget moins élevé que Cyclades. En 1971, la demande de données à transmettre est aussi globalement plus forte. Le plan Calcul l'a stimulée en proposant d'interconnecter de nombreuses bases de données de différents ministères.
Le chercheur Donald Davies a travaillé un moment sur un simulateur de trafic au NPL, où la prévention du contrôle de congestion a été "abondamment étudiée", mais pas forcément plus tôt qu'ailleurs. Dans le réseau du NPL, elle "consiste à limiter globalement le nombre de paquets dans le réseau" via un "droit pour un nœud d'accepter un paquet d'un client" matérialisé par "un crédit" ajouté à un nœud, à chaque fois qu'il délivre un paquet à un client, ce qui lui permet de "conserver quelques crédits en réserve", ceux qu'il perd étant "passés aux voisins".
Dans le réseau arpanet au contraire, la prévention du contrôle de congestion est conçue de manière basique, comme une simple limitation "pour chaque client pris individuellement" du "nombre de paquets en transit dans le réseau", les nœud n'acceptant pas de paquets au-delà de la limite fixée, technique qui "ne donne de résultat que pour un réseau peu chargé" inconvénient qui s'ajoute à celui de "surcharger le réseau avec les accusés de livraison" revenant vers la zone émettrice, technique propre à Arpanet, qui n'a pas encore une confiance totale dans le Datagramme et programme ses nœuds pour le mixer avec une commutation de circuits. Plus pensée pour un fonctionnement en datagramme, avec éventuellement plus de données, la technique du réseau du NPL "présente par rapport au réseau Arpanet l'avantage de diminuer le trafic de contrôle (crédits) lorsque le trafic utile augmente" mais elle a pour "faiblesse" un "manque de sélectivité". Même si elle se base sur un "contrôle distribué sur l'ensemble des commutateurs du réseau", elle est exposée en cas de "panne de commutateur", au "problème du contrôle du nombre total de crédits".
Dans le réseau Cyclades, outre l'absence de "surcharge" du réseau "par un important trafic de contrôle comme dans Arpanet", la prévention du contrôle de congestion est plus exigeante que dans le réseau du NPL, et en mode pur datagramme : elle "consiste à contrôler sélectivement par destination le débit de chaque émetteur", et ceci "en fonction de la charge du chemin sur lequel les paquets vont être acheminés depuis l'émetteur jusqu'au destinataire", ce qui nécessite une plus grande puissance de routage, annonciatrice des futurs gigarouteurs introduits dans les années 1990 par Cisco et Juniper Netorks.
Dans cette logique, « la valeur du paramètre de charge du chemin est déterminée et propagée en même temps que les informations concernant l'adaptation des chemins ». Plusieurs avantages de cette technique ont été mis en avant : ils « résident dans sa sélectivité » et dans le fait qu'elle « autorise un partage de la charge entre plusieurs paires de correspondants ». Ce principe sera affiné par celui de la fenêtre glissante, qui se base sur cette plus grande puissance de routage pour moduler la quantité de données circulant au moment. La fenêtre glissante est présenté dans un article de début 1973 par les équipes de Cyclades, dont un ingénieur, Gérard Le Lann, va ensuite faire une tournée des sites Arpanet au printemps 1972. Elle est l'une des bases du protocole TCP-IP défini l'année suivante dans une publication fondatrice de Vinton Cerf et Robert Kahn.

### Mai 1973, docume de Cyclades au protocole TCP-IP
Selon un croquis dessiné en mars 1973 par Vinton Cerf pour Robert Kahn, tous deux réfléchissent aux protocoles TCP et IP qui pourraient succéder au Network Control Protocol (NCP) d'Arpanet, les Request for comments (RFC) abordant, par la suite "les questions fondamentales" dans les protocoles dits "de bout en bout". Une contribution cruciale y est apportée en mai 1973 par un article signé par Michel Elie, architecte réseau de la CII, Jean-François Chambon, Jean Le Bihan, Gérard Le Lann et Hubert Zimmermann, responsable des protocoles chez Cyclades.
Ce document sera cité par Vinton Cerf et Robert Kahn dans leur "proposition fondatrice" de mai 1974 présentant la future architecture de protocoles TCP-IP. C'est l'un des deux documents qui y sont explicitement cités, l'autre, l'ayant précédé, en janvier 1973, présentant les routeurs en pur datagramme du réseau "Mitranet", "nom anglais pour Cigale", d’emblée basé sur la technologie du datagramme. Par la suite, Vinton Cerf reconnaitra à nouveau "publiquement qu'il s'était inspiré du réseau Cyclades pour créer protocoles TCP-IP. ".

## Des ordinateurs plus légers et polyvalents, logiciel et réseau en option

### 1968, l'année du logiciel indépendant et du temps partagé
L'année 1965 a vu la première demande de l'histoire d'un brevet pour un logiciel, Autoflow, dont le diagramme de flux permet de visualiser l'occupation d'un ordinateur par différents programmes informatiques, afin de gérer leur degré de priorité. Son éditeur, Applied Data Research est entré à Wall Street, suscitant la curiosité pour les futurs ordinateurs: plus polyvalents, rapides et aptes fonctionner en temps réel, à condition de créer un vrai système d'exploitation, avec assez de mémoire, ce qui devient possible lors de la baisse du prix du silicium des années 1967-1968.
En avril 1968, le brevet est accordé à ADR, ce qui empêche le géant IBM de le copier et le céder gratuitement,. Suivie de près par la presse et les analystes financiers, l'action ADR a quintuplé en 3 ans, grâce à des revenus significatifs dès 1966. Les premiers ordinateurs du plan calcul sont dans cet esprit: pas forcément très puissants, mais rapides et applicatifs, comme le premier sorti, l'Iris 10, destiné aux transports et à la santé.
L'année 1968 voit briller une autre startup américaine, Comshare, spécialiste du temps partagé, qui double de valeur dès les semaines suivant son entrée à Wall Street en novembre 1968. Ses développeurs et ceux d'une startup amie, Tymshare, coopèrent depuis l'été 1966 à dessiner le futur ordinateur SDS 940 du californien Scientific Data Systems (SDS),, à l'Université de Californie à Berkeley, devenue laboratoire de réflexion sur l'informatique en temps réel et temps partagé, à base de circuits intégrés en silicium, ce qui stimule la recherche sur le système d'exploitation, 
en vue d'UNIX, dont Berkeley sera la pionnière dès la fin des années 1960. L'ordinateur SDS 940 répond aussi aux définitions réclamées par EDF dès 1964 pour équiper toutes ses usines thermiques et hydrauliques, en exigeant "un plan de production" au jour le jour, avec en particulier une gestion plus sûre et efficiente de ses barrages, pressés par une consommation d'électricité galopante.
IBM réagit dès octobre 1968: son activité de temps partagé est transférée à une filiale, le "Service Bureau". Et en décembre 1968, il annonce la future facturation de ses logiciels, dans l'espoir d'amadouer la commission américaine de contrôle anti-trust, très offensive: en janvier 1968, avec l'avocat progressiste Ralph Nader, elle a réussi à faire reculer le géant des équipements télécoms ITT. En janvier 1969, le gouvernement américain porte plainte contre IBM, juste avant l'arrivée à la Maison-Blanche du républicain Richard Nixon.
La stratégie du temps partagé et de logiciels distincts du matériel est déjà adoptée par SDS, qui revendique le premier vrai ordinateur "universel", le Sigma 7, achevé fin 1966, peu après le SDS 940. Une de ses versions, le CII 10070, est acheté par le CERN de Genève pour analyser et trier en temps réel les photos du premier collisionneur proton-proton du monde,, en soutien d'une dizaine de miniordinateurs PDP, via le réseau Omnet, afin de les compléter, tout premier processus important d'calcul distribué,
En France, le temps partagé n'a démarré qu'à "partir de 1968": Control Data relie ses centres de calcul américains par des lignes de télécoms, pour délester les plus chargés, via le réseau Cybernet , entré en service en février 1969 et IBM réagit en lançant le RAX,, mais le temps partagé ne représente que 500 terminaux en décembre 1969 car comme aux États-Unis, les lignes télécoms sont hors de prix.
La Cegos proposant d'en installer une centaine chez ses propres clients, via un partenariat avec Tymshare et le Crédit Lyonnais, pour profiter  des tarifs réduits de nuit des PTT, et de l'acquisition d'un ordinateur SDS 940 en janvier 1970, avec l'espoir d'un décuplement du marché en trois ans.
Un an et demi après, le nombre de terminaux a seulement doublé, à un millier, le réseau de réservation d'Air France, en totalisant à lui seul 700, "disposés aussi bien en Europe qu'en Amérique", et IBM 350, tandis que le centre de calcul de General Electric à Cleveland, aux États-Unis, n'est toujours pas relié à la France, et freiné par des pourparlers avec les administrations chargées des télécoms.

### Des ordinateurs plus légers, grâce à la révolution des circuits intégrés
Parmi les premiers ordinateurs à circuits intégrés en silicium, la tout première version du miniordinateur PDP-8 de Digital Equipment, introduite le 22 mars 1965 à prix cassé, 18 500 dollars, suivie en janvier 1970 par le PDP-11. C'est avec eux que souhaite rivaliser le premier ordinateur du plan calcul, lancé à l'été 167, le CII 10010, consacré à des applications de transports et de médecine, dont le successeur Mitra 15 est préparé à partir de 1969. La puissance des "petits ordinateurs" explose grâce aux circuits intégrés en silicium, qui les rend aussi beaucoup plus compacts et légers: déplacés sur un charriot, ils peuvent être installés le long d'une usine ou d'un barrage hydroélectrique, et faire de la gestion et du calcul, en plus de centraliser des capteurs, mais avec des limites montrées par le premier recours au calcul distribué par le CERN de Genève lors de l'élaboration en 1969 du réseau Omnet. En six ans, leur nombre est multiplié par 14 en France, progression presque 4 fois plus rapide que celle des gros ordinateurs
| Année                  | Petits ordinateurs | Moyens ordinateurs | Gros ordinateurs | Total. |
| 1963 (1er janvier)     | 189                | 288                | 37               | 0184   |
| 1969 (1er janvier)     | 2595               | 1446               | 0147             | 4188   |
| Progression en six ans | 13,7 fois          | 5 fois             | 3,9 fois         | 8 fois |

Le plan calcul comporte un plan composants électroniques, face au retard en circuits intégrés accumulé par la France depuis le procédé "planar" de passivation de surface et d'oxydation thermique, inventé chez Fairchild Semiconductor en 1959 par Jean Hoerni: il décape sélectivement la couche d’oxyde du silicium et travaille une zone ou une autre, peu à peu définissables au dixième de micron près. Résultat, "la décroissance rapide, continue, et sur très longue durée, des prix" des circuits intégrés, résumée en 1965 par la lois de Moore.
En France, les circuits intégrés ne pesaient toujours en 1963, que 1,54 % de la recherche et développement en électronique et 8,48 % de celle en composants. Un retard de positionnement technologique dont témoigne l'affaire Bull: c'est seulement 1964 que le montant total dépensé en études sur les tubes devient inférieur à celui investi "dans l’ensemble des semi-conducteurs". Les Américains ont dépensé 21 fois plus que la France en recherche sur l'électronique en 1963, les financements publics assurant aux États-Unis 84,2 % du total contre 59,5 % en France (72 % pour les seuls composants contre 37 % en France).
Un rapport du BIPE de décembre 1965 évalue à seulement 5 millions de francs les recherches, hors université, qui se limitent à la DRME, le STTA, et CSF. Un comité interministériel de 1965 sur le "développement des circuits intégrés en France", veut doubler ce montant, via une chaîne de production dans l'année, mais n'y alloue que 5 millions de francs, montant à comparer, avec "ceux engagés dans le cadre du plan Calcul" quelques années après, quand ils sont "multipliés par un facteur nettement supérieur à dix".
La construction, à Toulouse aussi, d'une usine CII, sera "terminée à la fin de l'année" 1968, apprend-on d'abord en septembre 1968 mais Jacques Maillet, PDG de la CII, obtient un rectificatif dans Le Monde du 9 décembre 1968 pour souligner que l'usine de Toulouse, "ne commencera à livrer" des CII 10070 "qu'à la fin" de 1969, sa fabrication en série "ayant été décidée avant celle de construire une usine à Toulouse", en soulignant qu'il n'y a "pas à craindre de retard d'un an" car  à l'usine des Clayes, deux ordinateurs  CII 10070 "sont actuellement en fonctionnement", avec d'autres qui "sortiront des Clayes sans interruption" à leur suite.
Côté fournisseurs français de composants, le retard perdure: les filiales de la CGE et de Thomson-CSF produisaient des "composants électroniques analogiques pour la télévision" et préféraient utiliser le germanium, plus rentable car moins onéreux que le silicium, feignant d'ignorer qu'il était l’avenir.

### L'ordinateur universel perce en deux ans
Fin 1966, quand démarre le plan calcul, seulement 3% des ordinateurs en France sont universels, mais c'est 12 fois plus trois ans après. Le concept n'a émergé qu'au milieu de la décennie, dans le sillage de la première thèse d'informatique, de Marion Créhange en 1961 et en 1962 de l'invention du mot informatique.
La série IBM 360 annoncée en 1964 fut la première à "combiner" des ordinateurs scientifiques et de gestion compatibles, mais il a fallu attendre l' HP-2115 de Hewlett-Packard en 1966 puis le CII 10070 en 1967 pour pouvoir acheter un véritable "ordinateur universel".
En 1966, la SEA, spécialisée dans les calculateurs scientifiques, "réalise des ordinateurs de gestion" aussi depuis 1960, pour des banques, et a parmi ses "nouveaux projets" des machines "universelles, utilisables en gestion comme en calcul", marché "le plus prometteur en termes de croissance".
- Nombre d'ordinateurs du parc français (1963-1969)

| Année                  | Ordinateurs de gestion | Ordinateurs scientifiques | Ordinateurs industriels |
| 1er janvier 1963       | 365                    | 144                       | 15                      |
| 1er janvier 1969       | 1,951                  | 476                       | 1504                    |
| Progression en six ans | 5,3 fois               | 3,3 fois                  | 17 fois                 |

- Nombre d'ordinateurs du parc français (1966-1969)

| Année | Ordinateurs de gestion | Ordinateurs universels |
| 1966  | 74,4%                  | 3,2%                   |
| 1967  | 70,1%                  | 12,5%                  |
| 1968  | 56,3%                  | 27,7%                  |
| 1969  | 46,6%                  | 36,5%                  |

Fusionnée dans la CII en 1967, la SETI amène dans ses bagages "quelques machines déjà francisées", 90-10 et 90-40, mais "surtout, avec la prolongation des accords" avec l'Américain SDS un "premier exemplaire du Sigma 7, qui "fut un choc pour de jeunes ingénieurs avides de techniques nouvelles : code d’instruction étendu (type IBM 360), adressage en « mémoire virtuelle », bus mémoire asynchrone, unités de périphériques autonomes" et doit devenir un CII 10070 bi-processeur, "développé en collaboration avec SDS", pour lequel une "équipe de pointe" de jeunes "formés aux états Unis, menait les recherches". Les machines de cette nouvelle gamme "avaient en commun d’utiliser la technologie TTL", ses "premiers développements" en France? et "un service a été chargé de déterminer les conditions d’emploi" du TTL, en utilisant "les boîtiers plastique bien connus" chez TI.
Le CII 10070 est un "véritable ordinateur universel", apparu en même temps que ce concept sur le marché français, jusque-là
partagé entre "ordinateurs de gestion" et "ordinateurs scientifiques", la croissance du nombre des premiers étant beaucoup plus rapide mais elle-même menacée par l'apparition de machines profitant de la chute des prix dans les circuits intégrés pour offrir les deux fonctionnalités, y compris et surtout sous forme de temps partagé.
Il est développé en plusieurs lieux différents, en particulier dans une usine de Les Clayes-sous-Bois, petite ville à 38 km à l'Ouest de Paris, qui conserve un effectif très important en décembre 1970, avec 1 370 salariés inscrits contre 3 116 salariés pour le siège de la CII à Louveciennes, également dans les Yvelines. L'usine est dirigée avant et après 1967 par Michel Chaussedoux, qui part en 1969 pour celle de Toulouse et sera promu le 1er septembre 1972 directeur d'une nouvelle division : « petits ordinateurs et applications spécialisées » (DPOAS), basée à Louveciennes.
Mai 68 se traduit par "15 jours d’occupation aux Clayes, des assemblées passionnées, des heures passées à établir et copier les rapports" mais "pas de retard important dans les études", le résultat étant surtout "un changement majeur dans les rapports hiérarchiques", au bénéfice des "jeunes ingénieurs" qui étaient jusque là "beaucoup plus critiques vis-à-vis de la direction". Malgré cela, au printemps 69, le "projet P2M avançait", dans l'attente des essais, mais l'équipe apprend que "la direction a décidé d’arrêter l’étude".

### La Sperac et la Sescosem, boulets du plan Calcul
La Sperac et la Sescosem, censées produire les composants électroniques et les périphériques (imprimantes, écrans et disques magnétiques) n'ont été créées qu'après trois ans de négociations et de promesses non tenues, compliquant la livraison d'ordinateurs de gestion, créneau que la CGE souhaitait voir exclu du plan calcul dès 1964-1965. Ansi, la CII a dû se retourner rapidement vers deux fournisseurs américains, Texas Instruments pour les circuits intégrés et Control Data pour les disques magnétiques.
Les premiers périphériques importants Sperac, peu fiables ou inadaptés aux besoins, ne sortent qu’en 1969, ses actionnaires refusant de travailler avant d'avoir reçu d'importantes subventions. La CII, qui doit développer ses propres "disques de haute qualité" après avoir importé ou produit "sous licence des périphériques Scientific Data Systems (SDS) ou Control Data". La Sperac démarre avec de faibles effectifs et en 1968, son activité est moitié moindre que prévu. La Compagnie des Compteurs apporte 300 salariés de son usine de Massy (12 millions de francs de ventes), et Thomson "Télégestion", filiale de téléinformatique de 12 millions de francs de ventes, créée en 1964, mais la Sperac fut surtout selon l'historien Pierre-Éric Mounier-Kuhn un moyen pour les sociétés mères de se "défausser d’activités déficitaires, en trayant la vache à lait des fonds publics". Fin 1969, elle n'a toujours que 500 salariés, dix fois moins que la CII, et a perdu beaucoup d'appels d’offre face à des "compétiteurs spécialisés, français ou étrangers", qui profitent de "l’expansion de la téléinformatique".
Dans un article de septembre 1969, Michel Poniatowski bras droit de VGE, plaide pour un plan Calcul recentré sur la formation, les logiciels et surtout les périphériques informatiques,, secteur qui a été réservé à la Sperac. Deux ans et demi après sa création, celle-ci vient seulement de "commencer à produire certains matériels, notamment des mémoires à disques et des dispositifs de visualisation alpha numérique" précise au même moment Le Monde. On découvre le mois suivant un des résultat des négociations en cours depuis plusieurs mois, découlant du « Yalta de l'électronique » de l'été 1969 entre Thomson-CSF et la CGE: la seconde, qui a renoncé à contrôler la CII, rachète les 50 % du capital de la Sperac détenus par la CSF et prévoit une part encore plus importante en lui apportant la société Cortes.
La CGE se plaint d'avoir payé trop cher la Sperac et obtient six mois après, en avril 1970, qu'elle soit rachetée par la CII, les disques et imprimantes de la Sperac ayant montré "leur manque de fiabilité ou leur inadaptation aux besoins de la CII".
La Sescosem n'est formée qu'en 1969, alors que CSF et Thomson ont fusionné en septembre. Les fonds affectés à la "définition des composants et de certains périphériques" sont de seulement 20,6 millions de francs car ils doivent l'être "en liaison" avec ces fournisseurs dont l'État pensait qu'ils s'investiraient plus, l'un des six "grands" américains à essaimer en France à partir de 1957, avec Texas Instrument à Villeneuve-Loubet, Fairchild Semiconductor à Rennes, ITT à Colmar, Transitron à Vernon, Sprague à Tours et IBM à Corbeil-Essonnes.

## Premiers DUT, bacs H et maîtrises d'informatique
L'idée d'un plan Calcul séduit chez les chercheurs, ingénieurs et techniciens, car "le manque de capacité des ordinateurs et de moyens humains de développement interrompait de nombreux projets avant qu’ils soient effectivement appliqués", selon Marion Créhange, pionnière de l'informatique à l'université de Nancy. Bertrand Collomb, futur PDG de Lafarge est chargé à la Délégation générale à l'informatique de la formation, point crucial du plan calcul.
Les premiers diplômés de DUT et maitrises d'informatique sortent en 1968 et 1969. Les IUT, toutes disciplines confondues, ont été créés au début du Plan calcul par le décret du 7 janvier 1966. Cette année-là, seules deux écoles d'ingénieurs françaises donnaient des cours de programmation, contre "à peu près toutes les grandes écoles" en 1971. Le 10 février 1966, un appel de 150 élèves de grandes écoles européennes avaient déploré que l'Europe "décroche" de la nouvelle société industrielle qui nait aux États-Unis "à grand renfort de cerveaux électroniques"
Dans les années 1960, le logiciel était peu prisé chez Bull, qui formait essentiellement en interne. Dans ce domaine, les embauches à la CII, avec des effectifs qui triplent en six ans ans pour approcher de 9 000 salariés, permettent de former "sur le tas" mais souvent sans le temps nécessaire. Les jeunes ingénieurs croulant sous les sollicitations, c'est lorsqu'ils sont soignés en sanatorium, qu'ils peuvent suivre les premiers courts de programmation répartis sur plusieurs mois.
Les États-Unis ont, eux, déjà 40 à 50 éditeurs de logiciels dans la seconde partie des années 1960, mais souvent trop petits pour organiser la formation de leurs personnels, et près de 300 cabinets spécialisés encore plus petits, avec souvent seulement 2 à 3 consultants ce qui créé une forte pénurie d'ingénieurs qualifiés pour les écrire, qui culmine fin 1969.

### A Bouffémont, premiers certificats de programmation
Le docteur André Joussaume, directeur du sanatorium de Bouffémont (Val d'Oise) de la Fondation santé des étudiants de France, pour les étudiants tuberculeux, avait lancé dès 1958 un projet de "formation permanente en électronique" au sein du site même,, où il délivre en 1965 les premiers "certificats de technologie de programmation" de l'Université de Paris, discipline alors complètement nouvelle, complété par un cours en électronique,.
L'Institut de programmation de Paris, créé en novembre 1963, est parfois vu comme l'ancêtre des maîtrises d'informatique mais il formait en réalité à la mécanographie, avec des formations pour non bacheliers d'un mois ou plus, avant que ses effectifs n'explosent entre 1967 et 1969, quand il passe réellement à la programmation informatique, la nouvelle CII ayant des gros besoins en attendant les rares premiers diplômés de maitrises et premiers diplômés des nouveaux IUT.

### Premiers diplômés de maitrises d'informatiques en 1968
Les premiers diplômés de maitrises d'informatiques sortent à partir de 1968, et qui ne sont étendues, à huit universités, qu'en 1970, face à une très forte demande, dont la mise en place est préparée selon un document de 1973 par des "certificats de technologie, avec mention programmation" introduites dans le cadre d'une chaire d'Analyse numérique à Paris. Dans la foulée, de 1969 à 1993, a existé un bac H à dominante informatique.
- Nombre de diplômés des premières maîtrises d'informatique en France :

| Année | Nombre de diplômés |
| 1968  | 75                 |
| 1969  | 174                |
| 1970  | 600                |

Par la suite, la France comptait environ 1 500 étudiants préparant cette maîtrise en 1969-1970, quand est conjointement conçue une "nouvelle maîtrise de méthodes informatiques appliquées à la gestion" à Orsay et Montpellier, tandis que la délégation générale à l'informatique, constatant que "80 % des ordinateurs en service" ont des tâches de gestion, souhaite une formation de "concepteurs de très grands systèmes de gestion", rattachée à l'IRIA, pour des diplômés de l'enseignement supérieur, ayant déjà quelques années d'activité professionnelle.

### Premiers diplômés de DUT d'informatique en 1969
Dans quelques lycées professionnels pionniers (en pneumatique, en fluidique, en électromécanique et électronique), le syndicat de l'Enseignement technique long, fusionné dans le SNES en 1966, avait dans les années 1960, "participé activement" à des expériences pour l'évolution des enseignements notamment pour l'automatisation industrielle.
Le décret du 7 janvier 1966, conforté par la loi du 7 décembre, créé les onze premiers IUT, pour une mise en place à la rentrée suivante. Des cours ont expérimentés dès la rentrée 1966 à Grenoble et Montpellier, ville d'implantation d'IBM, et quelques mois après à Belfort et Angers, deux villes où sont installées les deux grosses usines Bull, avec un DUT génie électrique et informatique industrielle (GEII) à Angers et à. François Delmas, maire de Montpellier, prend la décision d'informatiser la gestion de sa commune en 1970, avec l'aide de huit étudiants en informatique de cet IUT, chargés de la réalisation du fichier de population, en prenant avec Nîmes, Béziers et Sète des contacts "au sommet", pour installer un IBM 360 au sous-sol de la nouvelle mairie en construction dans le quartier du Polygone, ce qui n'est "pas non plus sans rapport avec l'installation en 1965, dans le chef-lieu de l'Hérault, d'une usine" IBM, observe alors la presse. Les IUT spécialisés sont 12 en 69-70, 16 en 70-71 et 2000 diplômés sortent des IUT d'informatique au milieu de la décennie.
Les DUT d'informatique ont réussi grâce à la commission pédagogique nationale, où sont représentés constructeurs et entreprises informatiques, constate en 1971 Le Monde.

### Les premiers "Bac H" d'informatique en 1970
La première promotion de "bacheliers" H (informatique) est sortie en 1970 et cette filière a 847 élèves en 1970-71 (228 en terminale, 619 en première). Le secondaire est aussi visé une opération des « 58 lycées » de 1971, pilotée par Wladimir Mercouroff, ingénieur conseil chez Radiotechnique de 1963 à 1968, devenu en 1968 conseiller technique au ministère de l'éducation puis chargé en mars 1970 de ce programme d'éveil à l'informatique, par l'usage de miniordinateurs, pour 45 000 élèves, une décennie avant une opération différente, le plan informatique pour tous, dernier projet ambitieux du gouvernement français en informatique. Plus d'un millier de professeurs ont répondu à la circulaire de 1971 proposant des stages de formation à l'informatique et une centaine en bénéficient chez IBM, Honeywell et la CII. L'informatique est alors "à la mode", vantée plusieurs fois au journal de 20 heures. Même la Fête de l'Humanité est "en passe de devenir une petite foire industrielle consacrée à l'informatique", avec des exposants "pour la plupart américains", trois salles de conférences pour des débats entre utilisateurs d'ordinateurs médecins, banques, administrations, les 50 mètres carrés de 1970 passant à vingt fois plus en 1971, puis soixante fois en 1972. Ses organisateurs veulent "familiariser les visiteurs, notamment les ouvriers, avec les techniques nouvelles, les problèmes d'automation, d'urbanisme, d'enseignement programmé", l'ordinateur permettant "de soulager le travail manuel".
L'informatique est en même temps aussi critiquée comme un "déclin de la civilisation",,, dans le sillage du livre "Littératron", décrivant une grosse machine à écrire auto-pilotée capable de produire des œuvres littéraires, ou de "mettre en statistiques le vocabulaire ou les constantes d'expression et d'idées", inventée en 1964 par le journaliste communiste Robert Escarpit, dans un choix de parodies à l'éloquence poujadiste.

### Une recherche mieux dotée et plus proche de l'industrie
Le plan calcul réclame un nouvel "institut de recherche en informatique et en automatique", pouvant "largement sous-traiter ses recherches à l'extérieur", avec "une souplesse administrative" lui permettant de recruter des polytechniciens et des normaliens. C'est ce qu'a réclamé le Comité consultatif de la recherche scientifique et technique (CCRST) en mars 1965, dans son rapport, sous la présidence de l'économiste Jean Saint-Geours, qui insiste sur la "décentralisation des laboratoires" et le "lien entre recherche et industrie ". Cet Iria affrontera cependant, dès la fin 1971, "une première crise existentielle ", car les chercheurs craignent son démantèlement" et leurs représentants préconisent donc une annexion par le CNRS. Mais finalement, les réformes de 1972 prévoient que sa mission "reste large, tournée vers la diffusion des connaissances et la formation de spécialistes".
Selon Maurice Allègre, "à l’époque, les ingénieurs avaient encore leur mot à dire", comme "grands commis de l’État", mais faire collaborer université et industrie "était considéré comme impur par les gens du CNRS". Certains laboratoires publics français, comme aux États-Unis, commencent à développer leurs relations avec l’industrie, à Grenoble, Orsay et l’École normale supérieure. Mais d’autres préfèrent conserver leur réputation de chercheurs "purs", quitte à rater une partie de la révolution informatique. La loi de Moore sur la miniaturisation des circuits intégrés ne date que de 1965. Il est alors encore difficile d'imaginer que ce ne serait pas une "découverte supplémentaire de nature révolutionnaire", mais un "contrôle presque parfait de la structure cristalline" dans des "salles blanches" sans la moindre impureté, qui permettrait de dessiner des circuits multiples, au micron près, puis au dixième de micron près. La question de la température générée par ces circuits semble encore souvent un obstacle, qui peut être réglé "par le passage du germanium au silicium", dont le coût plus élevé apparait cependant aux industriels comme un autre obstacle.

## Coût, concurrence et résultats

### Dotations budgétaires plus faibles qu'après 1974
Entre 1968 et 1974, la dotation budgétaire est restée stable à 300 millions de francs. C'est après le plan calcul, à partir de 1975, que la fusion CII-Honeywell-Bull imposée par le gouvernement a fait passer l'aide de l'État, à non plus 300 millions mais 2 milliards de francs par an, près de huit fois plus. Le miniordinateur Mitra 15 n'est pas censé être financé par le plan, car concurrent de celui de la Télémécanique, mais le sera de fait dès son développement en 1969-1971, car il bénéficie de vases communicants: la CII qui le produit reçoit des aides.
Ainsi, l'essentiel des subventions publiques à CII-Honeywell-Bull a été versé de 1975 à 1977, période où le plan Calcul est abandonné, car Thomson, actionnaire de la CII, réclame des compensations pour une décision qu'il conteste. Selon l'économiste Daniel Weissberg, il n'y a pas eu de "troisième plan Calcul" car le mot ne fut jamais prononcé quand le gouvernement mit fin au second plan Calcul sans consultations en 1974. Selon lui, CII-Honeywell-Bull est alors loin d'être "tiré d'affaire, se retrouvant désormais avec "une gamme de produits incompatibles", les siens et ceux de la CII, et devant "accepter le poids croissant" de NEC, partenaire japonais d'Honeywell".
Les aides concernent en partie les clients du secteur public. Jean-Paul Baquiast a ainsi imaginé des équipes itinérantes d’analystes et de programmeurs au service des préfectures, pour contrer l’offre commerciale d’IBM qui dispensait des formations gratuites.

### Concurrence et économies sur les prix d'achat
Comme l'Allemagne et l'Angleterre, la France espère, par son plan calcul, diminuer le coût de l'informatique par plus de concurrence, face au quasi-monopole d'IBM en Europe. La baisse des prix finalement obtenue a été évaluée dans une fourchette de 2 % à 5 % selon les matériels, et l'économie sur les prix d'achat des ordinateurs de l'administration évaluée entre 20 et 50 millions de francs par an. Le constructeur américain y a rapidement contribué, en décidant de "rogner sur ses marges", ce qu'il peut se permettre facilement "sans se mettre en danger". Sa réaction est forte car il se sent "attaqué sur son cœur de cible", l'informatique de gestion, où il est le plus rentable. IBM multiplie aussi les actions de lobbying contre la CII, nouveau concurrent plus remuant que Bull, qui espère contourner la puissance de l'Américain en passant par des terrains encore vierges, l'informatisation des hôpitaux, préfectures, départements et grandes villes.
Le 7 décembre 1967, une circulaire du président Georges Pompidou prend acte des initiatives isolées pour rationaliser les politique d'achat: elle demande de généraliser la création d'une “commission de l’informatique”, ayant compétence pour les achats, qui dans bien des ministères remplace la "Commission de la mécanisation des travaux comptables". Celui de l'Intérieur est chargé d'encourager les grandes villes à découvrir l'informatique et crée la sienne dès janvier 1968, avec un groupe de travail sur un "schéma d'automatisation des tâches communales". Mais "faute de moyens suffisants", il est rapidement "limité à la ville de Toulouse", où la CII a installé une usine en 1968 et à celle de Montpellier où IBM est un "grand employeur".
Côté plan calcul, des "déjeuners-débats" sont aussi organisés avec les "grands patrons" des services de médecine hospitalière, pour diffuser l'informatique dans cet autre lieu où elle est absente. Une autre commission est créée en avril 1968 "pour étudier les projets d’équipement informatique du ministère des finances", tenu pendant neuf ans Valéry Giscard d'Estaing (1957-1966). Noël Aucagne s'y oppose à la création d'un Comité de recherche en informatique, estimant encore "trop tôt pour mener des recherches sur la communication entre des systèmes à peine installés".
La DGI a envisagé, un mois avant, de remplacer "progressivement" les "très larges appels d’offres" par des "marchés de gré à gré", puis y a renoncé immédiatement. IBM, qui équipait encore la moitié l'enseignement public français en 1971, s'intéresse alors à ces "commissions informatique", chargées de veiller à ce qu'une chance soit laissée aux concurrents, un représentant de la DGI pouvant y intervenir en ce sens. Il obtient du ministère de l'éducation qu'y soit nommé en 1968 Wladimir Mercouroff, ingénieur conseil de La Radiotechnique depuis 1963, très critique envers les premiers ordinateurs de la CII et dont le frère Anatole Mercouroff travaille chez IBM. Jacques Maisonrouge, président d’IBM-France va cependant obtenir du ministre de l'Éducation Olivier Guichard un rendez-vous pour demander, sans l'obtenir la tête de Wladimir Mercouroff, car il a finalement tenté d'aider la CII. Le constructeur américain a aussi suffisamment l'oreille d'autres ministères pour s'y plaindre du fait que le délégué à l'Informatique Maurice Allègre ait fait l'éloge de cadres quittant ce constructeur pour créer leur société. Une trentaine d'années plus tard, resté critique envers la CII, au "nom pompeux", et Unidata, "péniblement mis sur pied par Maurice Allègre", Wladimir Mercouroff a cependant témoigné de la transparence apportée par ces commission d'informatique des ministères, où l'issue et le positionnement de la DGI étaient loin d'être systématique. Il y raconte comment son conseiller a réussi à faire équiper en IBM la Maison des Sciences de l'Homme, comment Jacques Vernay, d'IBM, "venait souvent le voir" pour "vanter les mérites de sa Compagnie" où l'inviter à des voyages.

### Soupçons de concurrence biaisée
IBM subit une  forte contestation juridique et politique aux États-Unis à partir de 1968, et réagit en tentant de composer. Inquiet, le géant américain est plus offensif en Europe, où il lance des soupçons de concurrence biaisée contre les plan calculs, présentés comme des versions européennes plus ou moins avouées du Buy American Act. Une polémique a émergé rapidement sur ce thème en Angleterre, contre le constructeur national ICL, candidat à une association européenne avec Siemens et la CII française. Elle sera amplifiée après la victoire électorale des conservateurs anglais en juin 1970.
En France, Jacques Maisonrouge, premier Européen à intégrer le conseil d'administration d'IBM, en 1967, transmet fin 1968 au journal Le Monde ses déclarations devant l'association des anciens élèves de l'ENA, où il s'est inquiété de "certaines décisions de choix du matériel" informatique pouvant être faites "uniquement pour des raisons politiques", en s'étonnant que "le gouvernement allemand favorise notoirement la société Siemens qui importe son matériel des États-Unis, plutôt qu'IBM, qui le fabrique" en Allemagne. Le même thème venait d'être instillé dans d'autres articles du journal, mais sans citer de source, s'inquiétant que la CII soit favorisé par l'État pour vendre des ordinateurs en réalité américains et éloignés du supercalculateur qui aurait été l'objectif du plan calcul. Ce fut le cas peu avant le Sicob 1968. La pénurie de circuits intégrés s'ajoutant à celle de développeurs, la CII préfère alors prendre son temps pour développer son propre système d'exploitation, et éviter les erreurs commises par Bull une décennie plus tôt en sortant son Gamma 60 trop vite. En septembre 1968, Le Monde avait aussi évoqué la politique anglaise "d'achat préférentiel de matériel" au constructeur national ICL
Cette rumeur de faveurs indues de l'État français est surtout exploitée par IBM-France, dont est administrateur Olivier Giscard d'Estaing, frères aîné de VGE, qui revient au ministère des Finances après la démission de De Gaulle au printemps 1969. Michel Poniatowski, qui fut son directeur du cabinet lors du rachat de Bull par GE en 1964, lance l'été suivant dans L'Économie, hebdomadaire du parti giscardien, les Républicains indépendants, une campagne accusant la CII de monopoliser les commandes publiques,, en laissant entendre que l'administration n'a même pas le droit de "s'équiper en partie en matériel étranger".
Cette campagne sur des procédés "utilisés pour placer les matériels" CII "auprès de certains clients, notamment ceux de l'administration", a été évoquée quelques semaines avant dans un article du Monde, sans détails ou précisions, mais avec la réponse de Maurice Allègre qui dément catégoriquement, en soulignant que "l'emploi de telles pratiques ne peut être que condamnable".
Les statistiques montreront cependant que les administrations continuent à acheter massivement des ordinateurs IBM, la CII visant plutôt de nouveaux clients et captant plutôt d'ex-clients de Bull, qui s'en détournaient déjà avant le plan Calcul. Plus tard, une enquête de journalistes montrera en 1977 que les responsables informatiques du secteur public ont continué à acheter majoritairement du matériel IBM pendant le plan Calcul, les contraintes ne venant que dans la seconde partie des années 1970, et les choix de matériel français n'étant "rien par rapport à ce qu'on va faire pour CII-HB" ensuite. Lors du rachat de Bull par GE en 1964, VGE avait offert des garanties de commandes, qui seront de nouveau proposées à Honeywell en 1975.
Le plan Calcul ayant "fait naître l'idée d'une informatisation de la France", c'est en fait IBM, qui "figure au tout premier rang des bénéficiaires", observera dès 1976 l'universitaire Pierre Mazataud.
En 1974, la part des fournisseurs locaux était deux fois supérieure à celles des étrangers dans le parc des administrations anglaises, selon l'éditeur de magazines spécialisés IDC, alors que la proportion est inverse en France. Le parc des entreprises privées anglaises, selon IDC, est comme en France dominé par des fournisseurs étrangers mais dans des proportions moindres qu'en France, tandis que le marché américain est entièrement protégé par Buy American Act. ICL, boudé par le gouvernement conservateur issu des élections de 1970, retrouve un bon niveau de commandes après le retour au pouvoir des travaillistes en 1974. "Le rôle moteur joué par le secteur public dans le développement d'une informatique nationale à travers une politique d'achat" lui a permis d'accélérer sa croissance des ventes, qui atteindra 40 % sur l'année 1977, le taux le plus élevé au monde.
- Part des fournisseurs locaux et étrangers dans le parc des administrations (1974)

| Pays        | Part des fournisseurs locaux | Part des fournisseurs étrangers |
| Royaume-Uni | 62 %                         | 38 %                            |
| France      | 36 %                         | 64 %                            |
| États-Unis  | 100 %                        | 0 %                             |

- Part des fournisseurs locaux et étrangers dans le parc privé (1974)

| Pays        | Part des fournisseurs locaux | Part des fournisseurs étrangers |
| Royaume-Uni | 25,4 %                       | 74,6 %                          |
| France      | 9,5 %                        | 90,5 %                          |
| États-Unis  | 100 %                        | 0 %                             |

### Résultats
Le Plan Calcul visait à éviter un monopole total d'IBM en France et y est parvenu. Les deux sociétés réunies dans la CII, CEA et SEA, ne contrôlaient encore que 4,2 % du marché français (3,1% pour la SEA, et 1,1 % pour la CAE) en 1966,, année où les graves difficultés de Bull laissaient craindre sa disparition et donc un IBM encore plus hégémonique.
La part de la CII dans les ordinateurs installés en France monte à 7,5 % dès 1971, et 8,5 % en 1972, puis atteint le seuil critique de 10 % en 1973. La croissance de son effectif salarié atteint 47% sur l'année 1972 et celle de son chiffre d'affaires 51% sur la seule année 1973, cette expansion ralentissant ensuite après le premier choc pétrolier de fin 1973. Ses deux principaux produits, Mitra 15 et Iris 80 sont alors encore en début de cycle de vie. À la fin des années 1960, IBM était un des rares constructeurs vraiment rentables dans l'informatique, RCA et General Electric ayant jeté l'éponge en 1970-1971.
Le Plan Calcul visait aussi à combler l'énorme déficit de formation, en France, dans l'électronique et l'informatique, et y est parvenu entre 1968 et 1971, le délai pour y parvenir ayant cependant été un gros handicap pour la CII, dans ses premières années. Partie du niveau technique modeste des petites sociétés réunies en 1967, SEA et CEA, elle a été aidée les premières années par des équipes envoyées par les Américains Scientific Data Systems et Control Data. Avec leur aide, elle a injecté sur le marché français des ordinateurs plus légers et polyvalents, et surtout mieux pourvus en logiciels et options de réseau.
Les bons résultats les plus souvent cités sont l'ordinateur Mitra 15 vendu à plus de 8 000 exemplaires, dont un quart à l'exportation, remarqué aussi pour sa longévité, et le réseau d'ordinateurs Cyclades, lancé à l'hiver 1971-1972 avec des Mitra 15. Un ouvrage comparatif du CNET a reconnu dès 1979 qu'il fonctionnait mieux que le réseau du NPL anglais, qui lui-même fonctionne mieux que l'Arpanet américain, notamment pour le contrôle de congestion, question cruciale en cas de croissance de la quantité de données échangées, avec il est vrai un budget plus élevé que ces deux réseaux, auxquels Cyclades a coopéré.
- CII : ventes et effectifs de 1967 à 1974

| Année | Salariés | Chiffre d'affaires |
| ----- | -------- | ------------------ |
| 1967  | 3 200    | 264 millions       |
| 1968  | 4 000    | 285 millions       |
| 1969  | 4 500    | 367 millions       |
| 1970  | 5 000    | 509 millions       |
| 1971  | 5 500    | 655 millions       |
| 1972  | 7 500    | 800 millions       |
| 1973  | 8 600    | 1,2 milliard.      |
| 1974  |          | 1,35 milliard      |

Le chiffre d'affaires a quintuplé entre 1970 et 1974, passant de 370 millions à 1,35 milliard de francs, ses effectifs se contentant de "doubler dans le même temps" pour atteindre près de 9 000 salariés. Mais ce chiffre d'affaires vient en grande partie de la location d'ordinateurs, il est donc moindre que s'ils avaient été vendus, les fruits du succès de 1973 étant répartis sur les années suivantes (1974 à 1978).

## Bull, Giscard, IBM et CGE: les opposants au plan Calcul
Les intérêts convergents des opposants au plan Calcul sont aisés à défendre grâces aux étroites relations personnelles et de lobbying liant leurs chefs de file, renforcées par les promotions en 1967 de deux proches de la famille Giscard d'Estaing, Jean-Pierre Brulé chez Bull-GE et Jacques Maisonrouge chez IBM, les deux principaux concurrents de la nouvelle CII.
Dirigé par le duo Ambroise Roux-Georges Pébereau et soutenu par les PTT, le géant français CGE est lui "beaucoup moins internationalisé" que "d’autres grandes entreprises françaises de taille comparable" et que "ses concurrents étrangers", qu'il craint dans "la mini et la péri-informatique", dont il obtient, après de longues négociations qu'elles soient affectées à la Sperac, que la CGE achète, mais sans parvenir à empêcher la CII de percer dans les miniordinateurs, avec le Mitra 15.
La CGE "excelle dans les secteurs politisés" et plus généralement "partout où pointe la commande publique, ses marchés protégés et les aides multiples y afférentes". Son opposition constante au plan Calcul est le thème de la fiction publiée en 2020 par Éric Reinhardt : un jeune journaliste de l'AFP tente des décennies plus tard de savoir comment ils ont obtenu du président Valéry Giscard d'Estaing son abandon, mais aussi la fin d'Unidata et du réseau Cyclades. Le livre met en scène le journaliste d'investigation Pierre Péan relatant que "tout le monde "supputait qu'Ambroise Roux avait contribué au financement" des campagnes électorales de VGE, allusion aux surfacturations aux PTT découvertes par la Justice en 1995,, dont le début remonte à mai 1972, VGE ayant en retour pris "des engagements formels sur un certain nombre de sujets précis touchant aux intérêts de la CGE".
Craignant une alliance entre Thomson, Philips et Siemens "à ses dépens", surtout dans les équipements téléphoniques des PTT, où de grosses commandes sont attendues, la CGE menait "une politique active de lobbying", consacrant "l'essentiel de ses efforts" à "choyer" les représentants de l'État mais aussi la presse, pour obtenir, pérenniser et consolider ses situations de quasi_monopole. Ambroise Roux a ainsi "commencé par orchestrer une campagne de dénigrement de la CII dans la presse", dès 1967-1968, grâce à son influence, en glissant des informations annonymes, puis en laissant entendre que le gouvernement cesserait bientôt de l'aider, avant de tenter en janvier 1972 un putsch, puis de passer en 1973 à des actions en justice lors de la maladie du président Pompidou.
Lors de la présidentielle qui suit, le patronat se divise: les « personnalités les plus conservatrices » appuient « le plus vigoureusement » VGE et « les plus progressistes » le gaulliste Jacques Chaban-Delmas. Tous deux sont encore au coude-à-coude dans les sondages, le 19 avril 1974, quand un article de Nicolas Brimo dans L'Unité révèle qu'Ambroise Roux pèse au sein du CNPF en faveur de VGE. Dès 1975, un livre souligne que "tous les moyens" furent alors mis en œuvre, pour "défendre leurs intérêts", par le CNPF et Ambroise Roux. Ce dernier reconnaitra 1996 être intervenu en sa faveur, en avril 1974, auprès du Service des études législatives (SEL), dirigé depuis 1969 par Aimé Aubert, un proche de François Ceyrac, chargé de distribuer les fonds secrets du CNPF, en se vantant d'avoir été l'industriel « qui a eu le plus d'influence » sur VGE.

### Printemps 1969, polémiques après le retour de VGE
Dès son retour au gouvernement, VGE est confronté à la sortie d'un livre,, racontant comment en 1964 il avait favorisé la CGE pour s'emparer de Bull à 50 euros l'action, quatre fois moins que proposé par General Electric (CGE) qui pourtant ne demandait que 20 % du capital, avant de devoir lui laisser prendre le contrôle de Bull, sous la pression des salariés.
VGE recrute à la direction du Crédit lyonnais Lionel Stoléru, qui publie un autre livre, dénonçant un État "interventionniste" et enclin à s'enticher de technologie. "Dominer le marché mondial des raviolis, n'est pas un objectif qui mobilise les foules" mais permet mieux de "garantir l'emploi" écrit l'auteur, futur ministre de VGE,. Il juge pour la CII "dangereux de courir", sans moyens adaptés, "plusieurs marchés à la fois", l'accusant à la fois de ne pas "chercher de coopération internationale" et de se s'appuyer sur l'architecture de l'ordinateur Sigma 7 de l'Américain SDS.
Quelques semaines après, Michel Poniatowski, autre proche de VGE, affirme que ce dernier avait proposé de nationaliser Bull en 1964,, dans le numéro du 21 septembre 1969 de L'Économie, hebdomadaire du parti giscardien, et formule "une longue analyse critique de la CII", l'accusant de monopoliser les commandes publiques,, en laissant entendre que l'administration n'a même pas le droit de "s'équiper en partie en matériel étranger". Le Monde réagit en déplorant qu'il ne cite aucune des "diverses raisons" n'ayant pas permis en 1964 cette nationalisation, alors réclamée par les syndicats CGT et CFDT de Bull, et souligne que Georges Vieillard, "principal négociateur" lors de l'affaire Bull, n'en fait nulle part état "dans le livre circonstancié" et détaillé qu'il vient d'y consacrer,, très critique envers Michel Poniatowski et VGE.
Peu avant, un article du Monde, sans citer d'autres sources, évoquait "un certain nombre de critiques" sur "certains des procédés qui ont été utilisés pour placer les matériels" CII "auprès de certains clients, notamment ceux de l'administration" mais donnant la réponse de Maurice Allègre qui dément catégoriquement et souligne que "l'emploi de telles pratiques ne peut être que condamnable". Plus tard, une enquête de journalistes montrera que les responsables informatiques des grandes entreprises publiques ont continué à acheter majoritairement du matériel IBM, les contraintes ne venant que dans la seconde partie des années 1970.

### Eté 1970, VGE échoue à marier CII, Bull et Honeywell
General Electric annonce le 19 mai 1970 vendre sa division informatique, y compris Bull, à un autre américain, Honeywell. La CII propose d'acheter la partie française et l'anglais International Computers Limited d'aider la CII, en assurant la moitié du rachat . Mais les législatives du 18 juin 1970, voient "l'arrivée inopinée" au pouvoir des conservateurs anglais, beaucoup moins enclin à la coopération avec l'informatique française.
VGE avait lui proposé de se "charger des problèmes financiers" d'une fusion Bull-CII, ce qui n'a "fait qu'entraver le processus" de rapprochement CII-ICL, observe Le Monde du 21 juillet 1970, car il propose lui plutôt "un rapprochement" de la CII avec la "nouvelle compagnie" formée entre Bull et Honeywell, Le Monde révélant que ce scénario est envisagé depuis des mois par VGE: dans "certains milieux gouvernementaux" et des "cercles industriels et financiers intéressés à l'affaire", il s'agissait "de tirer parti de l'opération pour effacer l'erreur" commise en 1964, de laisser Bull "tomber entre des mains américaines", explique-t-il, en indiquant que "le gouvernement fera connaître avant le 29 juillet sa réponse" finale. Finalement, il n'ose pas dire non à Honeywell, car le vendeur General Electric préfère cette solution: il négocie en effet, au même moment, conjointement avec la CGE dans le nucléaire . Le 29 juillet, on apprend aussi que la solution proposée par VGE et Jean-Pierre Brulé, PDG de Bull-GE, n'a pas intéressé Honeywell, qui aurait découvert au passage une branche informatique de GE loin d'être florissante. Pour la forme, Michel Barré, PDG de la CII, a bien voulu plaider la fusion, au siège de Bull, en sachant que les Américains n'en voulaient pas.
Le Monde écrit alors que la CII n'est "assurée du soutien de l'État que jusqu'à l'année prochaine", que "certains étaient d'avis de ne pas le poursuivre" car "certains milieux industriels et financiers", expression protégeant l'anonymat de ses sources CGE, continuent "à envisager l'éventualité de difficultés graves" à la CII qui pourraient "faire boule de neige et compromettre ainsi la situation financière des entreprises qui soutiennent la CII". Six ans plus tard, Ambroise Roux démentira avoir soutenu un rachat par Honeywell dès 1970, affirmant avoir voulu seulement fusionner CII et Bull sans investissement d'Honeywell.

### Octobre 1970, grand projet ICL-CII aux douanes, VGE bloque
Symbole des contrats communs aux trois constructeurs associés dans la création en 1970 de Multinational Data, CII et ICL annoncent le 24 octobre 1970 partager un même appel d'offres du "plus important projet français d'automatisation" : 60 millions de francs pour les douanes française, via le système Sofia. ICL a déjà réalisé un projet similaire de gestion du fret aérien à Londres, jusque-là sans équivalent, car divisant par deux le temps de dédouanement et livraison. Le néerlandais Philips y est aussi invité, ainsi que deux sociétés de logiciel, SEMA et SESA.
En Angleterre, le projet fut géré avec succès par le "National Data Processing Service", division spécialisée en informatique, mais en France "l'intervention directe" de VGE, tutelle des douanes, fera que l'appel d'offres sera déclaré "non fructueux". Il a jugé le projet, porté aux Douanes par Jean-Paul Baquiast, ex-adjoint du délégué à l'informatique, peu dans l'esprit des projets européens de libre échange, soulevant des questions de fiscalité qui l'ont compliqué.
La presse révèle en mai 1972 que Sofia ne sera pas en service pour l'ouverture prévue de Roissy en mars 1974, ce qui "laisse présager six mois à un an d'inconvénients" pour le futur grand aéroport. Ce retard contribue à détériorer les relations avec ICL mi-1971, Michel Barré lui reprochant par ailleurs du retard dans le déploiement de sa gamme, même si les négociations continuent jusqu'à la mi-1972. Aux Impôts, Dominique de la Martinière, directeur jusqu'en 1973 a au contraire soutenu le plan Calcul, par une "informatisation massive" préparant le mécanisme de la retenue à la source.

### Janvier 1972, un second putsch de la CGE échoue
Siemens n'étant plus lié par la licence RCA depuis août 1971, la CGE distille dans Le Monde  des informations contre un projet Unidata devenu imminent, laissant croire que Philips ne serait pas au rendez-vous ou suggérant que la CII veut des ordinateurs incompatibles avec IBM et donc avec ceux de Siemens, alors que le choix par l'Allemand d'une compatibilité directe avec IBM, via la famille de processeurs choisie, fait globalement l'unanimité. Dès le 29 janvier 1972, Le Monde rectife . Dans la foulée, la CGE opère une tentative de putsch avec l'aide de Roger Schultz, ex-président de Bull, devenu dirigeant de la Banque Paribas, à la fois actionnaire de la CGE et de Thomson. C'est le "premier acte du complot destiné à éliminer Paul Richard", patron de Thomson, actionnaire majoritaire de la CII, dont le départ, observe Le Monde, signifierait pour Thomson un "rapprochement" avec la CGE et un retrait du plan Calcul, afin de "sacrifier certaines orientations qui risquent de rester longtemps coûteuses" selon Roger Schultz. Le second acte "consisterait à fusionner Thomson et CGE".
Le conseil d'administration de Thomson est "fort divisé", car "certains penchent" pour la CGE, mais "n'osant attaquer de front Paul Richard", c'est la gestion d'André Danzin, son directeur général, qui "est mise en cause... provoquant son départ", annoncé le 19 janvier 1972. L'offensive coïncide avec l'affaiblissement du Premier ministre Jacques Chaban-Delmas : sa feuille d'impôts est publiée par le Canard enchaîné, la même semaine, le Nouvel Observateur rappelant que les fuites "semblent toujours émaner de la Rue de Rivoli, où règne Giscard". D'autres administrateurs estiment au contraire qu'une "rentabilité à tout prix, dans certains domaines, n'est pas forcément une bonne politique industrielle". Pour augmenter ses chances de réussir le putsch, Roger Schulz se présente alors comme un "négociateur privilégié", avec le ministère des Finances, d'un "plan électronique civil" de 300 millions de francs, pour faire évoluer "vers l'électronique civile des crédits prévus pour l'informatique". Mais le putsch échoue: Michel Debré organise une concertation, et Georges Pompidou, invitant Paul Richard à déjeuner avec d'autres patrons le 19 janvier, l'assure à la fin du repas qu'il "compte sur lui" pour "mener à bien" le plan Calcul. Roger Schultz doit démissionner, tout comme deux autres cadres de Thomson, qui passent à l'ennemi, tandis que Paul Huvelin, président du CNPF, rejoint le conseil d'administration de Thomson pour un "apaisement",.
Dix jours après, l'accord entre CII et Siemens fonde Unidata. Le néerlandais Philips se porte immédiatement candidat pour s'y joindre, ce qui fait "la une des journaux". "Trois jours ont suffi" pour cette candidature, observe Le Figaro, y voyant "déjà la trame d'une réelle coalition informatique européenne",, qui "ne remet d'aucune manière en cause l'accord franco-américain avec Control Data", dont les standards communs "sont maintenant au point", et pourraient être adoptés par Siemens, mais aussi par "l'autre constructeur allemand, Nixdorf-Telefunken".
L'anglais ICL "se remet sur les rangs" juste après, "encouragé" par une presse anglaise jugeant qu'il "ratait quelque chose", et se disant "prêt à accueillir favorablement toute forme de coopération", alors qu'un différent sur la compatibilité avec IBM opposait jusque là ICL et CII, la seconde y étant favorable et insistant pour s'allier avec Siemens, également "très attaché à une compatibilité générale avec IBM".
Les manœuvres de la CGE contre Unidata pèsent dans la décision du Parti socialiste de réclamer la nationalisation de la CII, dans le programme commun de la gauche signé le 27 juin 1972 avec le PCF. Gérard Gaumé, représentant CGT à Toulouse, a adhéré au PS et intégré la direction nationale de la CGT peu après.

### Début 1973, Georges Pompidou malade, la CII visée via Philips
Dès le début de l’année 1973, la maladie et les médicaments, notamment les corticoïdes, rendent le visage de Georges Pompidou extrêmement gonflé, lui font prendre du poids et ralentissent sa démarche. La probabilité d'une présidentielle pouvant être gagnée par Valéry Giscard d'Estaing augmente, et CGE se "lance alors "dans une entreprise de déstabilisation de la CII par tous les moyens", via une campagne visant cette fois son nouvel allié Philips, aidée par Jean-Pierre Brulé: il réunit la presse le 27 mars 1973 pour plaider "un regroupement européen réaliste" qui "passe par Honeywell Bull", dont il dirige la branche française 1970,.
En symbiose avec lui, Ambroise Roux écrit au patron de Thomson en mars et avril, pour brandir des "précautions à prendre vis-à-vis de Philips", soupçonné d'agir en solo dans la mini-informatique, tandis que la Délégation à l'Informatique découvre aussi "une sourde hostilité" contre Unidata", dans les équipes de Valéry Giscard d'Estaing: présentent, elles aussi, le miniordinateur de Philips "comme un cheval de Troie pour envahir le marché français". Une conférence de presse d'Ambroise Roux le 6 avril est consacrée au "grand problème" du mariage à trois avec Philips puis il invite Bernhard Plettner, président de Siemens, au siège de la CII, pour lui "manifester une opposition absolue" à l'arrivée de Philips dans Unidata.

### Janvier 1974, échec d'un second putsch directement contre la CII
En novembre 1973, la CGE a refusé de suivre une augmentation de capital qu'elle juge abusive et fait appel à un arbitrage de Paul Huvelin, président du CNPF, lui demandant la dissolution de Fininfor, la filiale de Thomson qui a 52 % de la CII depuis 1969. Cette dissolution redonnerait à la CGE le tiers du capital obtenu à la création de 1967. Mais le 8 janvier 1974, la CGE échoue à obtenir du tribunal de commerce la nomination d'un administrateur provisoire pour Finifor .
Ambroise Roux recourt alors à Bernard Rauline, directeur de cabinet du ministre de l'Industrie Jean Charbonnel, obtenant qu'il rencontre James Binger, patron d'Honeywell. Bernard Raulin rédige une note de 10 pages envoyée au Premier ministre et au président de la République, critiquant sévèrement Unidata, au moment où "la maladie de Georges Pompidou pèse sur une gouvernement qui se débat avec la crise de l'énergie et l'Affaire Lip . L'objectif est de prendre le contrôle de la CII, qui réunit son conseil d'administration le 31 janvier. Mais cette réunion est reportée, car un conseil interministériel est programmé pour le 12 février. Bernard Rauline commence à y lire un texte de sentence, rapidement interrompu par Jacques Friedman, conseiller de Georges Pompidou: il exige l'autre version, celle du délégué à l'informatique, scénario se reproduisant à nouveau peu après.
L'après-midi, Jean Charbonnel, Hubert Germain et VGE sont convoqués par le Premier ministre Pierre Messmer, pour une réunion secrète, dont le résultat sera communiqué seulement deux jours plus tard : l'ensemble de la stratégie de la CII, d'Unidata et du plan Calcul est confirmée et validée par le président de la République, actant une défaite intégrale de la CGE et de VGE. Jean Charbonnel doit rapidement quitter le gouvernement.

### Mai 1974, VGE élu président, fin du plan calcul
Selon Maurice Allègre, "dès la mort du Président Pompidou", la cession de la CII a été négociée "dans le plus grand secret" avec Honeywell", avec le feu vert de VGE, "totalement à l’insu" des responsables du plan Calcul, de la CII, et du partenaire allemand. Jacques Chaban-Delmas se déclare candidat, Christian Fouchet, Edgar Faure, VGE et Pierre Messmer aussi. Giscard conditionne son retrait à celui de Chaban-Delmas, qui refuse, passant pour le diviseur, comme prévu par le ballet organisé par Chirac, complété par la candidature le 11 avril de Jean Royer, et préparant l'« appel des 43 » ministres et députés à son retrait, lancé par Chirac.
VGE se qualifie ainsi facilement pour le second tour du 19 mai, le plus serré de l'histoire. Il met fin au plan Calcul le 2 octobre, et exige, après des négociations engagés "dans le secret", la fusion entre CII et Honeywell-Bull. Selon Arthur Humphreys, président d'ICL, c'est surtout "une bonne affaire pour Honeywell" et un faux pas "éthique" du gouvernement français, qui "préparait secrètement un accord avec Honeywell", malgré son accord avec Siemens dans Unidata, auquel Paris renonce unilatéralement, sans vote du parlement.
Ce virage est dénoncé au Sénat par le rapporteur de la commission des affaires économiques, Michel Chauty, futur maire gaulliste de Nantes, en soulignant que cette commission ne vaut pas que "l'effort entrepris" ne soit "abandonné" . Il est "impossible d'admettre que l'État ne dispose pas au minimum d'une majorité de blocage dans le capital", estime-t-il. Autre poids lourd de la majorité, Alain Peyrefitte déplore dans Le Monde que la CGE "semble craindre la concurrence de Siemens dans l'informatique" et que la délégation à l'informatique ait "été supprimée d'un trait de plume, au moment même où l'Allemagne envisagerait d'en créer une", en renforçant un dispositif proche. Il souligne que la déclaration du ministre allemand de la Recherche, le social-démocrate Hans Matthöfer au Monde du 28 janvier 1975, "prend valeur d'avertissement". Dès le 24 septembre 1974, ce dernier avait "manifesté son désir de créer une délégation à l'informatique" dans son pays et déclaré que des crédits d'études seront alloués à Siemens pour Unidata, puis en janvier 1975 "qu'il n'existe entre Unidata et Honeywell aucune possibilité d'accord technique".
Jacques Chirac était lui aussi plutôt "favorable à l'alliance européenne" qu'américaine, mais VGE cherche à convaincre la presse qu'il s'agit d'une victoire tricolore". Finalement, "l'enrobage ne passe pas auprès des médias, qui rivalisent de formules choc", même le quotidien économique conservateur Les Echos titrant sur Honeywell, "partenaire ou cheval de Troie américain", car "c'est en réalité une absorption par Honeywell.
Actionnaire majoritaire de la CII, Thomson est lui aussi contre la cession à Honeywell, mais finit par accepter, récupérant en compensation le miniordinateur Mitra 15, transféré à sa filiale SEMS, et une "très généreuse aide de l’État, probablement supérieure à ce qu’aurait coûté Unidata".
En 1974, les dépenses de recherche et développement d'Honeywell-Bull ne pèsent que 6 % de ses ventes, contre 16 % pour sa maison-mère américaine dont elle est devenue une façade commerciale, et 20 % pour la CII. Le nouvel actionnaire américain de la CII sera critiqué pour avoir soutenu son Level-6 contre le Mitra 15, devenu "parent pauvre", alors que 8 000 exemplaires ont été fabriqués. Privé de crédit, son développement s'asphyxie. Il a aussi négligé le Solar 16, qui perçait sur le marché mondial. Le réseau Cyclades "voit son budget fondre à mesure qu'il est progressivement enterré", ce qui "n'est pas pour déplaire" aux PTT et à la CGE. Thomson se retirant, elle est désormais le seul actionnaire français tandis que Jean-Pierre Brulé s'assure de 3,7 milliards de francs de commandes publiques. Mais la déperdition de clients sera béante : en janvier 1978, CII Honeywell Bull n'a plus que 40 % du marché des administrations françaises, alors que deux ans plus tôt leur part cumulée était de 47 %. Elle n'a plus que 17,8 % du marché national en tout en 1978 alors qu'en Angleterre ICL en a 30 %, malgré la percée à 40 % dans les miniordinateurs, CII-HB n'ayant plus que 15 % pour les matériels de saisie. Honeywell a ensuite "jeté l’éponge dans le domaine informatique" une petite dizaine d’années seulement après l'opération.

## Jeux influences, voyages et bourses aux USA

### Voyages et bourses aux USA
Plusieurs bourses d'études aux USA visent s'inspirer des technologies que leurs labos élaborent. Deux ingénieurs sont ainsi envoyés travailler un an dans la petite équipe d'Arpanet à Los Angeles. Le premier, Gérard Deloche, accueille en mai 1969 un voyage officiel mené par Michel Monpetit, l'adjoint au  délégué général à l'informatique à l'UCLA, futur premier centre connecté à Arpanet, qui visite aussi Leonard Kleinrock.
Ce voyage organisé par la Délégation à l’informatique (DGI), en mai 1969, est considéré comme un "évènement fondateur" pour le futur réseau Cyclades par l'historienne Valérie Schafer. Mené par Alain Profit et Michel Monpetit, numéro deux de la DGI, il "a mêlé des hommes des milieux informatiques et des télécommunications", comme Philippe Picard, ingénieur PTT. Ils visitent la société BBN, rejointe par Robert Kahn depuis 1968, qui vient de rédiger un premier rapport définissant les nœuds de routage d'arpanet, permettant sa première liaison, avec quatre connexions, le 29 octobre 1969, reliant à distance le département informatique de l'UCLA à celui Stanford, avec un professeur Leonard Kleinrock opérant sur l’ordinateur Sigma 7 de la CII. Les visiteurs français l'ont rencontré lors du voyage de mai-juin 1969, période d'une request for comment signée de Gérard Deloche, ingénieur de la CII, qui a passé un an auprès de lui, suivi d'un autre Michel Elie, tous deux animant le NWG au sein du projet Arpanet.
Deux autres "voyages fondateurs" avaient eu lieu auparavant, celui des militaires en 1964, suivi d'un "show" devant leurs fournisseurs français pour les sensibiliser aux avancées technologiques et celui de trois envoyés du Conseil économique et social, menés par Pierre Lhermitte en 1967, qui a donné lieu à un rapport et un livre de ce dernier.

### Deux frères, deux amis de promo, et deux compagnons d'armes
En avril 1967, Jacques Maisonrouge est le premier Européen à entrer au conseil d'administration d'IBM, cas resté très rare ensuite, et réagit rapidement aux accusations de pratique anticoncurrentielle dans le logiciel. Admirateur "sans limites" du management IBM qu’il "érige en paradigme du modèle américain", il participe à la création en février 1968 de Centrale-informatique, relais d'IBM dans la prestigieuse école d'ingénieurs. Le lobbying français d'IBM a démarré en 1967, année de lancement du plan calcul, par l'inauguration de "stages de formation" d'une semaine, prétextes à séjour sur la Côte d'Azur, dans son centre de recherches de La Gaude mais aussi dans un palace. Parmi les premiers invités, Gaston Deferre, futur candidat socialiste à la présidentielle de juin 1969, Jean-Jacques Servan-Schreiber et Valéry Giscard d'Estaing,, dont  le frère aîné, l'influent Olivier Giscard d'Estaing, député à partir de 1968, est depuis 1963 administrateur d'IBM-France, et ne "cacha jamais la déplorable opinion qu'il avait du plan Calcul, dont il se disait très bien informé par IBM".
En 1967, Bull-General Electric nomme directeur général adjoint un autre dirigeant d'IBM, Jean-Pierre Brulé, qui a toujours eu d'excellentes relations avec VGE et qui deviendra PDG de Bull en 1970. Absent du gouvernement de 1966 à 1968, VGE a des liens anciens avec Ambroise Roux, ex-animateur du réseau de Jean Jardin, l'un des proches conseillers d'Antoine Pinay lors de sa présidence du Conseil(mars 1952-janvier 1953). Tous ont ensuite piloté en 1955 le "comité restreint" de libération des échanges, lancé pour faire baisser les prix par Edgar Faure, l'autre mentor de VGE.
A la CGE, bien avant de devenir directeur général en 1966, Ambroise Roux fut invité dès août 1963 par le gouvernement à un déjeuner pour créer une filiale commune avec Bull et la CSF, afin de renflouer la première, en grandes difficultés, mais annonça au président de Bull un mois après qu'il préfère attendre le dépôt de bilan, l'offre de la CGE n'arrivant qu'en février 1964, à prix très bas, quatre fois inférieur à celui que General Electric de proposé en décembre 1963, et après le veto de VGE à plusieurs autres solutions pour sauver Bull. En 1968, Ambroise Roux recrute comme bras droit Georges Pébereau, ex-directeur de cabinet du ministre de l'Equipement, de la même promotion à Polytechnique que Jean-Pierre Brulé, avec qui il partage des déjeuners amicaux.
Les relations personnelles aident aussi côté plan Calcul, car Bertrand Imbert, ex-second de Michel Barré, président de CII, lors de la mission polaire en Terre-Adélie de 1950 à 195, devient en 1970, directeur de Control Data France au moment de son alliance avec la CII.

### La presse informée par des sources anonymes
Le Monde diplomatique, fondé en mai 1954 comme supplément au quotidien Le Monde, sur une idée de François Honti, qui avait fui la stalinisation de son pays en 1949, ouvre ses
colonnes "à tous les représentants diplomatiques". Depuis juillet 1962, c'est le journal de "la coopération et des grandes organisations internationale", où le journalisme n’occupe "somme toute qu’une place restreinte dans la pagination", et souvent via des rédacteurs "d’autres rédactions", avec dès les années 1960 une ligne éditoriale autonome, qui la décennie suivante virera à la critique du libéralisme économique, publiant « autant de journalistes que d’universitaires, d’écrivains et de chercheurs ». Le plan Calcul présente ses projets en détail dans le journal, parfois sous la forme de contributions de ses responsables à deux des 47 suppléments publi-rédactionnels publiés sur la décennie.
Le quotidien Le Monde couvre lui l'actualité de l'informatique avec des éclairages "off the record d'Ambroise Roux, l'un des deux grands actionnaires de la CII, considéré comme un homme d'influence car il est depuis 1965 vice président du Conseil du patronat, par lesquels il atteste à ses propres actionnaires et administrateurs, de son souci de défendre d'abord les intérêts la CGE, en rester fidèles à ses options libérales face à l'intervention de l'Etat. Ainsi dès avril 1967, des sources anonymes révèlent au journal que la CII n'a pas encore été créée en raison de négociations sur son périmètre et sa vocation, sujet qui refait surface dès septembre 1968, avec aussi des sources anonymes dénonçant le positionnement de ses produits comme pas assez scientifique.

## Historiographie

### En 1975, VGE commande un rapport "Nora-Minc" pour se justifier
Commandé par Valéry Giscard d'Estaing en 1975 à deux hauts fonctionnaires proches de lui, Simon Nora, inspecteur général des finances et Alain Minc, tout juste sorti de l'ENA, le Rapport Nora-Minc a été publié en décembre 1977. Selon le chercheur Benjamin Thierry, il reflète "la nécessité ressentie au plus haut niveau de l’État de justifier le cap" de l'abandon du plan Calcul par l'annonce contestée de la fusion de la CII avec Honeywell-Bull, un souci de justification à postériori qui s'exprimera aussi en 1993 dans le livre de Jean-Pierre Brulé. Le rapport de 1975 se veut cependant futuriste et prépare l'arrivée du minitel, qui sera déployé en 1980, sur des choix technologiques contestés.
Ce rapport longtemps retardé popularise le mot de "télématique", pour gommer celui de "téléinformatique", utilisé lors du plan Calcul, et toujours en vigueur en 1979 dans les publications avalisées par le CNET, les ingénieurs de la CII devenue CII-HB offrant toujours à leurs clients l'option d'utiliser le datagramme, avec ses nœuds de commutation plus simples que ceux de la commutation de circuits, en mémorisant les paquets envoyés afin de pouvoir rééditer l'envoi en cas de congestion. Le rapport Nora-Minc soulignait lui que la télématique véhicule "de l’information, c’est-à-dire du pouvoir" et que "la maîtrise du réseau est donc un objectif essentiel", mais qui doit être "conçu dans un esprit de service public".

### Fin des années 1970, appel à un nouveau plan Calcul
La seconde partie des années 1970 voit les deux livres s'attardant sur le sujet dénoncer pour l'un "l'assassinat du plan Calcul" et lancer, pour l'autre, un appel à "un nouveau plan Calcul", plus centrés sur les circuits intégrés. "Seuls quelques groupes multinationaux privés et américains contrôleront l'ensemble de ces réseaux complexes" et "un type de sociétés sera imposé aux citoyens",, déplore en 1977 le livre de Jacques Jublin (Les Echos) et Jean-Michel QuatrepointLe Monde, exprimant un souci qui "fait écho aux enjeux" contemporains, écrira 47 ans plus tard, en s'y référant, Marion Carré, entrepreneuse de l'Intelligence artificielle dans sa biographie d'Alice Recoque, "maman" du Mitra 15, l'ordinateur-vedette du plan Calcul, dont elle a supervisé le développement en 1969-1971.
L'économiste Jean-Hervé Lorenzi et le journaliste Éric Le Boucher plaident en juillet 1981 "pour un nouveau plan Calcul", deux ans après leur livre sur le sujet, en le souhaitant plus axé sur les circuits intégrés
Ils déplorent que le gouvernement a doté en 1978 le plan circuits intégrés de 600 millions de francs sur cinq ans, 8 fois moins qu'au Japon, où la production sera 20 fois supérieure en 1980, alors qu'on a investi 7 milliards dans la télématique depuis deux ans pour seulement 2 produits nouveaux, le minitel et la carte à puce.
Alice Recoque, qui est "dans le camp des perdants" du virage de 1974, estime toujours, dans un article de 1978, que "l'impact" du " développement des réseaux (...) atteindra la société toute entière". En 1980, elle plaide dans Le Monde pour  pour un "plan intelligence" s'inspirant du plan Calcul, puis pour une "mission l'Intelligence artificielle dans une lettre de juin 1981 au président de l'INRIA, avant de proposer à sa hiérarchie en 1982 un projet qui "décrit l'ordinateur tel que nous le connaissons" dans les années 2020 puis d'être nommée en 1984 directrice de la "mission Intelligence artificielle" de CCI-HB.

### En 1983 et 1985, malentendus sur l'informatique de gestion
En février 1983, un article du journal Ordinateurs laisse entendre que François-Henri Raymond aurait participé à la réflexion des années 1960, en mode "solo", via ses relations familiales, et en étant opposé au projet. Il a démenti dès le 1er mai 1983, via un entretien à Interfaces, bulletin de l'Afcet, à la diffusion plus réduite, puis en 1988 lors d'un Colloque sur l'Histoire de l'informatique en France, en produisant une lettre du 19 avril 1966 attestant de sa version[réf. nécessaire].
Selon lui, les erreurs dans Ordinateurs proviennent des raccourcis simplificateurs du "roman industriel" de 1976, French ordinateurs, le présentant comme ayant personnellement convaincu Michel Debré et Charles de Gaulle, alors qu'il avait simplement rédigé une note puis obtenu un rendez-vous avec François-Xavier Ortoli le 22 février 1966, où ce dernier lui a confié qu'il ne "croit pas à une "grande industrie en rassemblant les uns et les autres" en raison du "manque de détermination des industriels"[réf. nécessaire], avant d'être démenti peu après dans la presse. François-Henri Raymond obtient ensuite un entretien, par la voie hiérarchique, le 18 juillet 1966, avec de Gaulle, qui comprend bien sa demande mais ne la respecte pas, préférant créer la CII par fusion de trois fournisseurs de l'État, "réflexe naturel des ministères", consistant à résoudre un problème par l'incitation "à fusionner sans trop se soucier d’assortir les partenaires". Résultat, sa SEA est diluée dans la CAE, plus grosse et filiale de la CGE, qui ne partage pas sa philosophie avant-gardiste.
Dans, la foulée, le général Albert Buchalet publie en 1985 un livre laisse entendre que le Plan Calcul devait au départ se cantonner au calcul scientifique, alors que la convention le lançant le 13 avril 1967 précise au contraire que ses efforts doivent se concentrer sur "une gamme moyenne", contenant des "applications de gestion"

### En 1993, le livre de Jean-Pierre Brulé
Jean-Pierre Brulé, PDG d'Honeywell-Bull (1970-1974) puis CII-Honeywell-Bull (1974-1981), a contribué au débat par un livre "à charge" et "volontiers polémique" de 1993, puis sa participation à un colloque en juin 1995 sur un sujet encore "particulièrement délicat, où les controverses durent encore, où les passions ne sont pas toutes éteintes". Vingt ans plus tôt, il avait obtenu du président Giscard d'Estaing, de prendre le contrôle de la CII, l'actionnaire Thomson obtenant en compensation de récupérer la production du populaire miniordinateur Mitra 15. En 1986, c'est un fidèle de Giscard, Alain Madelin, qui devient ministre de l'Économie dans le gouvernement de Jacques Chirac, et confie à Jean-Pierre Brulé un rapport dénonçant les gaspillages du début des années 1980, à l'Agence de l'Informatique et au Centre mondial informatique de Jean-Jacques Servan-Schreiber. Son rapport a nourri les premiers chapitres du livre que Jean-Pierre Brulé a ensuite publié en 1993, lors du retour au pouvoir de la droite, les suivants s'attaquant aussi au plan Calcul, dénoncé comme trop influencé par les stigmates de l'affaire Bull, mais surtout aux déboires d'un autre Bull, celui de la décennie qui a suivi son éviction du poste de PDG en 1981 par gouvernement socialiste.
Jean-Pierre Brulé s'y demande, sans non plus l'affirmer, si les responsables du plan Calcul n'ont pas volontairement cherché la disparition du concurrent Bull, qu'il dirigeait depuis 1967, et affirme plus directement que le général de Gaulle a décidé le plan calcul simplement en raison du refus du gouvernement américain d’autoriser la vente à la France d'un supercalculateur, idée qui avait été pour la première fois évoquée dans la thèse de doctorat de Pierre Gadonneix de janvier 1975, l'auteur étant ensuite courtisé pour intégrer le cabinet de Michel d'Ornano, un proche du président Giscard d'Estaing.
Trente ans après, lors de la nomination de Pierre Gadonneix à la tête d'EDF en 2005, en vue d'une entrée en Bourse, cette thèse sera présentée comme une « critique virulente du plan Calcul ».
En février 1999, un court éditorial du cahier Multimédia Monde affirme que le coût pour le "contribuable français" du "plan Calcul lancé en 1966, et autres gabegies" a été estimé "récemment à plus de 40 milliards de francs par une commission du Sénat". Il s'agit en fait d'un court texte signé du sénateur chiraquien du Rhône René Trégouët, datant d'un an et à l'époque non consultable en ligne, qui reprend quasiment à chaque paragraphe, en le citant neuf fois, le livre de Jean-Pierre Brulé. Le livre et le rapport sénatorial qui le reprend ne parlent en fait jamais de 40 milliards pour le plan Calcul, l'essentiel du montant se référant à des dépenses effectuées entre 1974 et 1993, et dans bien d'autres secteurs que l'informatique.
Comme Jean-Pierre Brulé, le polytechnicien Jean Carteron, qui a travaillé à la direction des études d'EDF de 1953 à 1962 avant de rejoindre un consultant travaillant pour Bull puis de fonder Steria en 1969, estime dans un livre de 1999 qu'il aurait fallu bâtir en partant de Bull, en raison de sa part de marché, plutôt que créer la CII. Mais selon l'historien Pierre-Éric Mounier-Kuhn, l'absence de Bull au plan Calcul, s'explique par ses actionnaires, la famille Caillies, des papetiers auvergnats diversifiés dans les fiches cartonnées pour la mécanographie et proches de l'Algérie française, donc politiquement éloignés des réseaux gaullistes contrôlant la Délégation générale à l'informatique. La mécanographie pesait encore un tiers des ventes de Bull en 1967, année qui voit son effectif chuter de 2 600 salariés, malgré un marché informatique en forte accélération. Le repreneur General Electric a fermé 7 des 9 usines françaises de Bull, et rapidement cherché à sortir de l'informatique, comme cela était prévisible selon une étude publiée en 1969 par l'OCDE et y parvenant en 1970. Selon l'historien Pierre-Éric Mounier-Kuhn, la culture d’entreprise Bull était restée, des années après l'affaire Bull « peu sensible à la recherche en programmation et à ses relations scientifiques », et « freinant les transferts de technologies » venant des États-Unis, notamment ceux vers le temps réel et le logiciel.

### XXIesiècle, réhabilitation du plan Calcul

#### Bulle Internet
La réhabilitation commence au tournant du millénaire suivant, dès la bulle Internet de la période 1996-2000. Sans surprise, des figures du plan Calcul dans les réseaux s'intéressent à l'accélération d'Internet. En janvier 1997, Bruno Oudet invite Louis Pouzin aux premières Rencontres internet d'Autrans, créées à son retour en France en 1995 avec le chapitre français de l'Internet Society . Dix jours après, Michel Elie, l'ex-architecte réseau de la CII, rappelle dans Le Monde les conceptions "libertaires" qui ont fait le succès d'Arpanet, Gérard Deloche et lui ayant assisté à sa naissance à Los Angeles en 1969, témoignage qu'il actualisera en 2001, 2002 puis 2020, tandis que Louis Pouzin commencera à raconter comment le gouvernement a stoppé Cyclades, dans un article de février 2000.
Peu avant, en avril 1999, l'économiste Daniel Weissberg a déploré une historiographie ressassant la « douloureuse histoire de l'ordinateur made in France » qui serait celle des "occasions perdues". Selon lui la France a au contraire gagné à l'affaire car les investissements de l'époque en personnels, formations et matériels ont irrigué et modernisé son économie, qui a ainsi mieux résisté aux chocs pétroliers.
Le minitel fut « un enfant naturel du plan Calcul », dont l'abandon a marqué un "choc frontal entre deux conceptions : celle gaullienne de la prédominance de l’État dans les « grands chantiers du pays », dont l’informatique fait partie, et celle anglo-saxonne du tout libéral, où le privé a tout pouvoir", observe en 2000 un autre livre « L’imposture informatique ». Ce choix a engendré les GAFA, observera Marc Keller, disciple du livre, dont les coauteurs, le journaliste de télévision François de Closets, et Bruno Lussato, professeur au CNAM alerte sur le fait que les "mêmes puissances qui ont étouffé la micro-informatique" au début des années 1970 menacent aujourd'hui de "confisquer" les ordinateurs modernes et Internet. Dès 1973 en effet, Bruno Lussato avait annoncé l'avènement du micro-ordinateur et combattu "les tenants des grandes organisations inhumaines",.

#### Crises d'Alcatel et France Télécom
Le Krach boursier de 2001-2002 voit l'effondrement d'Alcatel, héritière de la CGE, balayée par les gigarouteurs des Américains Cisco et Juniper Networks, centrés sur la philosophie du datagramme, base du protocole internet TCP-IP. En décembre 2002, l'État doit recapitaliser d'urgence, avec plus de 9 milliards d'euros, un France Télécom croulant sous dettes. Quelques mois après, un éditorial du quotidien économique Les Echos souligne que des "rameaux plantés au moment du plan Calcul ont pu "prospérer", en citant "l'industrie du logiciel français", ou "l'Inria et le groupe franco-italien STMicroelectronics qui vient de se hisser au troisième rang mondial dans le secteur stratégique des composants électroniques". Par un analyse, équilibrée et documentée, aux antipodes du pamphlet de Jean-Pierre Brulé en 1993, le quotidien économique souligne alors que des "aides et garanties pluriannuelles bien supérieures à celles de CII" furent ensuite "consenties à CII-Honeywell-Bull", en plus d'un "accord très avantageux" pour sa maison mère Honeywell car l'État négociait "en position de demandeur" contesté, tandis que la CGE, "pourtant engagée à reprendre le leadership en informatique", s'en est ensuite rapidement "défaussée" dès qu'elle l'a pu".

#### Recherches de Valérie Schafer et livres qui suivent
L'année 2003 est aussi celle de la publication des premières recherches de Valérie Schafer, jeune agrégée d'Histoire, qui découvre dans les archives les contributions de deux ingénieurs de la CII, Gérard Deloche et Michel Elie, à la création du réseau Arpanet en Californie puis la création de la New Network Architecture accompagnant chez ce constructeur l'effort de Louis Pouzin à l'Inria pour lancer réseau innovant et précurseur d'Internent, de téléinformatique. Au tournant des années 2020, quatre livres successifs vont en reparler, une biographie précise de Louis Pouzin en 2018, puis en 2020 le livre Comédies françaises, inspiré par Maurice Allègre, coordinateur du second plan Calcul, qui le complète par son propre livre en 2021, tandis qu'en 2024 une autre biographie, celle de la chercheuse Alice Recoque, insiste sur la filiation entre sa conception en 1968-1971 d'un miniordinateur à succès de la CII, très en avance pour son époque, et ses avancées une décennie plus tard dans l'Intelligence artificielle.

#### Critique des actionnaires de la CII par Henri Boucher
La gestation du plan Calcul a été analysée par l'ingénieur Henri Boucher, du service Technique des constructions navales pour la Marine nationale au début des années 1960, et à ce titre membre du groupe de réflexion qui a précédé le plan Calcul chez les militaires, puis premier président du Centre de calcul scientifique de l'armement créé à la rentrée 1965 et détaché en 1967 comme directeur d'études à l'IRIA. Il a critiqué le rôle joué par les sociétés actionnaires, dans les années qui ont précédé le plan et les premières de son déroulement.
En 1971, il fut évincé de l'IRIA dans des conditions qui lui paraissent abusives, après s'être opposé au Cyclades, dont il reconnaitra cependant la réussite, tandis qu'une autre solution que celle de son équipe Esope lui a été préférée pour le système d'exploitation de l'Iris 80, ce qui l'a amené à prendre du recul, son catalogue de 2011, quarante plus tard, est très complet mais oublie les produits sortis à partir de 1972 et comporte des approximations.